# Manuel I Comneno
Manuel I Comneno (griego: Μανουήλ Α' Κομνηνός, Manouēl I Komnēnos), llamado Megas, el Grande, (28 de noviembre de 1118-24 de septiembre de 1180) fue un emperador bizantino que reinó entre 1143 y 1180. Fue el cuarto hijo de Juan II Comneno y Piroska de Hungría (bautizada como Irene al convertirse a la fe ortodoxa), la hija del rey san Ladislao I de Hungría.
Destacó por su carisma y sus victorias militares, pero también fue criticado por su ambición, su exceso de confianza, y por su derrota contra los turcos al final de su reinado. Continuó las campañas ambiciosas de su abuelo Alejo I y de su padre Juan II, para expandir las fronteras del Imperio bizantino. Su política exterior fue ambiciosa y enérgica, se alió con el papa y con las potencias occidentales emergentes, invadió el reino normando de Sicilia, manejó el paso de la Segunda Cruzada por su Imperio y estableció un protectorado bizantino sobre los Estados Cruzados de Ultramar. Manuel mostró una buena afinidad hacia los latinos y las ideas de la caballería medieval. Se enfrentó a los árabes en Tierra Santa y apoyó al reino de Jerusalén. Recompuso la carta política de los Balcanes y del Mediterráneo oriental, colocando a los reinos de Hungría y de Ultramar bajo la hegemonía bizantina. Al final de su reinado, los éxitos en Anatolia quedaron comprometidos por la derrota en la batalla de Miriocéfalo, que supuso el último intento infructuoso del imperio de recuperar el interior de Asia Menor de los turcos.
Fue una mezcla de “emperador filósofo” y de “emperador soldado”, y un apasionado del debate teológico que forzó a la Iglesia de Constantinopla a modificar el catecismo para los conversos del islam.
El relato favorable de Juan Cinnamo, secretario de Manuel Comneno, y el relato crítico de Nicetas Coniata, secretario imperial posterior, ayudan a comprender y analizar su reinado. Cinnamo se presenta como un historiador más fiable en los detalles, pero Coniata es más profundo y perceptivo. Basados sobre todo en Coniata, ciertos historiadores modernos han criticado la falta de realismo en los objetivos de Manuel debido a la falta de recursos del Imperio para llevarlo a cabo, y han buscado las causas primeras del hundimiento del Imperio tras su muerte, en su reinado.
Su reinado supuso en cierto sentido el punto álgido de la civilización medieval griega, con un renacimiento económico, militar y cultural del Imperio.

## Historia del reinado de Manuel I Comneno
El Imperio que Manuel iba a heredar había cambiado mucho desde los tiempos de Constantino I, hacía ocho siglos. A partir del siglo VII, los soldados del Islam capturaron Egipto, Palestina y la mayor parte de Siria, así como el África del norte y España. Desde entonces, los emperadores gobernaron sobre todo en Asia Menor en el Este, y en los Balcanes en el Oeste. A partir del siglo XI, hubo una decadencia política militar, revertida por la dinastía de los Comnenos. Sin embargo, el estado bizantino de Manuel tuvo que enfrentarse a varios desafíos: los normandos habían conquistado Sicilia a los bizantinos, los turcos selyúcidas habían avanzado en Anatolia central, y en el Levante había aparecido una nueva fuerza, los Estados Cruzados.
En 1130, el normando Roger II de Sicilia recuperó la Italia meridional y asumió el título de rey, lo que los bizantinos vieron como una amenaza a sus reclamaciones sobre Sicilia y el sur de Italia. El emperador bizantino Juan II Comneno se volvió en 1138 hacia el emperador germano, Conrado III, que también veía un competidor en Roger II. Una embajada bizantina se desplazó en 1140 para tratar el casamiento entre Manuel, hijo menor de Juan II, y una princesa germana, para consolidar la alianza entre los dos Imperios, y escogieron a Bertha de Sulzbach, cuñada del emperador germano, a la que este adoptó, y que llegó a Constantinopla en el verano de 1142. Esto supuso un cambio en la política exterior del Imperio bizantino y abrió la posibilidad para el nuevo emperador Manuel de intervenir en Europa occidental.

### Acceso al trono (1143) y primeros años
Manuel Comneno era el cuarto hijo del emperador Juan II y de santa Piroska de Hungría, hija de san Ladislao I de Hungría, por lo que a priori no estaba destinado al trono. Manuel impresionó a su padre por su valor y fortaleza durante el asedio infructuoso de Neocesarea (1140) en el nordeste de Anatolia, contra los turcos danisméndidas. El heredero era su hermano mayor Alejo, pero este murió de enfermedad en la primavera de 1142, seguido, poco después, por su hermano Andrónico.

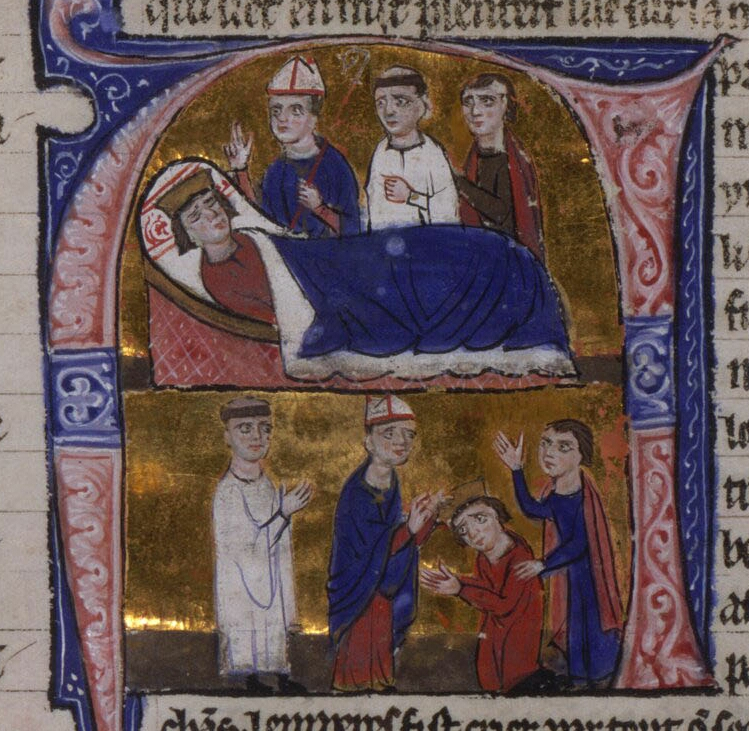
«Muerte de Juan II y coronación de Manuel I», representada en la obra de Guillermo de Tiro

Durante la campaña de Cilicia, tras un accidente de caza de Juan II y una herida infectada, este designó en su lecho de muerte a Manuel, que le acompañaba en campaña, como heredero al trono, por delante de su hermano mayor Isaac, que estaba en Constantinopla, debido, según Cinnamo, al carácter irascible y orgulloso de este, frente al valor y la capacidad de recibir consejos de Manuel. Pocos días después, el 8 de abril de 1143, murió Juan II, y Manuel fue aclamado como nuevo emperador por el ejército.
Antes de volver de Cilicia a Constantinopla para hacer valer la sucesión, la tradición obligó a Manuel a quedarse para organizar los funerales de su padre, y fundar un monasterio donde había muerto Juan II. Envió entonces a la capital a Juan Axouch, jefe del ejército, que llegó a Constantinopla antes de la noticia de la muerte del emperador, con órdenes de acceder al tesoro imperial y arrestar inmediatamente a su hermano Isaac, que vivía en el Gran Palacio y que fue confinado en el monasterio del Pantocrátor. Axouch aseguró la lealtad de la ciudad, y cuando Manuel entró en la capital en agosto de 1143, fue coronado por el nuevo patriarca de Constantinopla. Unos días más tarde, cuando ya no había peligro, ordenó la liberación de su hermano Isaac. Entonces entregó dos piezas de oro a cada cabeza de familia de Constantinopla, y doscientas libras de oro (incluyendo doscientas piezas de plata anuales) a la Iglesia bizantina.

Mapa de Asia Menor hacia 1140

La primera prueba para Manuel llegó en 1144, cuando Raimundo I de Antioquía le reclamó los territorios de Cilicia, pero este fue derrotado por una fuerza naval bizantina, que asoló las costas del principado. La caída del condado de Edesa ante el gobernante atabeg de Alepo y Mosul, Zengi, en diciembre de 1144, dejó al principado de Antioquía expuesto a un posible ataque musulmán, por lo que Raimundo vino a Constantinopla a pedir ayuda y protección, para lo que tuvo que aceptar condiciones humillantes como instalar un patriarca griego en Antioquía, o prometer ayuda a los cristianos de Siria.
El compromiso de Manuel con una princesa germana se había hecho cuando él no estaba destinado al trono, por lo que ahora había dudas sobre la elección de su prometida. Una embajada bizantina se reunió en 1145 con Conrado III para mejorar el estatus de Bertha y su dote. Tras lograr un acuerdo del que no hay traza, el matrimonio se celebró en 1146, tras el cual, Bertha tomó el nombre bizantino de Irene.
En 1146, Manuel organizó una expedición punitiva contra Mesud I, el sultán selyúcida de Rum, el más fuerte de los turcos de Anatolia, que había violado repetidamente la frontera del Imperio; lo venció en Akrounos, destruyó Filomelio y liberó a la población cristiana que allí quedaba. Al no estar preparado para un largo asedio de Iconio, se retiró con la intención de volver al año siguiente. Entretanto, recibió carta de Luis VII de Francia que le anunciaba su llegada para ayudar a los Estados Cruzados.

### La Segunda Cruzada (1146-1148)
Manuel había intentado consolidar la alianza con Alemania casándose con la cuñada de Conrado III, como estaba acordado por Juan II, para poder atacar al rey normando de Sicilia, pero la llegada de la Segunda Cruzada, en la que participaban el rey francés (amigo de Roger II de Sicilia) y el rey alemán, desbarató ese plan.
La conquista de Edesa por los musulmanes había inquietado a los occidentales, y estuvo en el germen de la nueva cruzada. En 1146, el papa Eugenio III emitió una bula y empezó a organizarse la Segunda Cruzada. En Constantinopla, la gente se acordaba de los problemas con la Primera Cruzada, entre otros la tía de Manuel, Ana Comneno, que estaba terminando de escribir La Alexiada, la historia de su padre Alejo I, donde describía perfectamente aquellos tiempos. Muchos opinaban que el objetivo de aquella cruzada había sido conquistar Constantinopla, y pensaban que esa sería también el objetivo encubierto de esta nueva cruzada. Manuel tomó la precaución de reparar los muros de la ciudad por si acaso.
En agosto de 1146, Manuel escribió al papa y al rey Luis VII de Francia para interesarse por la cruzada, prometiendo apoyo y provisiones contra los infieles, siempre que los señores de la cruzada le prestasen juramento de homenaje a él, y le entregasen las tierras que conquistasen, ya que pertenecían al Imperio bizantino. Manuel deseaba evitar una alianza entre Luis VII y Roger II de Sicilia. De hecho, este se reunió con Luis VII en febrero de 1147, y le prometió víveres y transporte por mar a los cruzados, pero finalmente Luis VII decidió ir a Tierra Santa por tierra, a través del territorio bizantino.

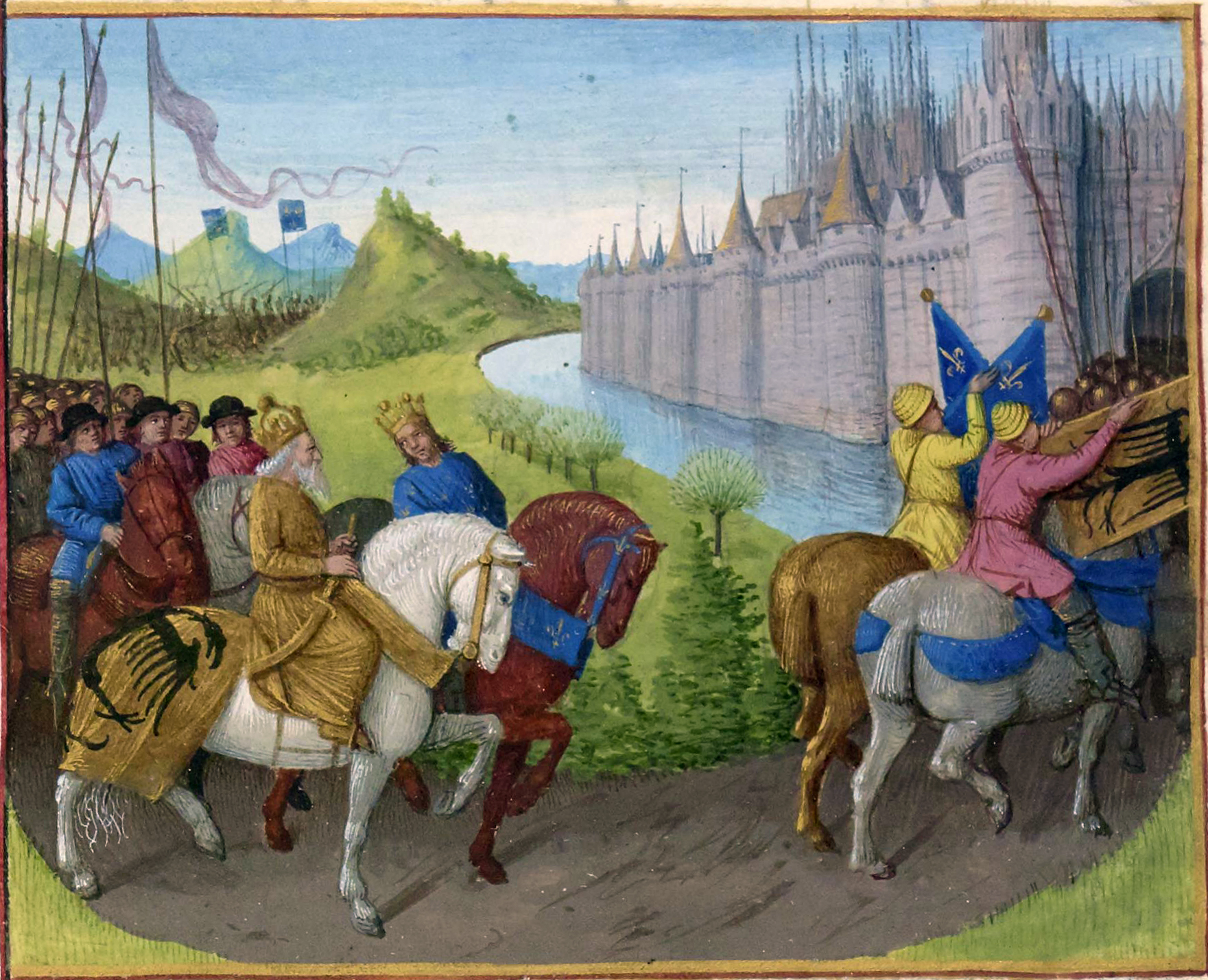
Llegada de la Segunda Cruzada ante Constantinopla

Aunque Conrado tomó la cruz más tarde que Luis, fue el primero en llegar al territorio bizantino en el verano de 1147. Su venida fue una sorpresa para los bizantinos, que pensaron que era una cobertura para las ambiciones imperiales de Conrado III, que se consideraba el Augusto Emperador de los Romanos y trataba a Manuel como Rey de los griegos, aunque llegó prometiendo que no quería dañar al imperio bizantino. El ejército de veinte mil germanos vino acompañado por escoltas bizantinos, ya que Manuel deseaba evitar que viniesen a Constantinopla, pero los germanos avanzaron hacia la capital, y se establecieron el 10 de septiembre cerca de Philopatium, al otro lado del Cuerno de Oro, enfrente del Palacio de Blanquerna. Conrado III quiso reunirse con Manuel, pero este lo rechazó. Hubo actos de violencia del ejército germano en Adrianópolis y en los suburbios de Constantinopla, y se produjo un enfrentamiento armado con los bizantinos ante los muros de la ciudad, con victoria de estos últimos, lo que convenció a Conrado de llevar al grueso de su ejército del otro lado del Bósforo. Manuel le ofreció una alianza a Conrado, que este rechazó. A pesar de los consejos de Manuel de ir a Tierra Santa bordeando Asia Menor, Conrado decidió atravesar directamente la península de Anatolia, hacia Filomelio. La marcha fue un desastre por falta de alimentos, siendo acosados en continuo por los turcos, y no pudieron quebrar el cordón turco en Dorilea. Desalentados y hambrientos, se volvieron hacia Nicea, donde se unieron al ejército francés de Luis VII, y al ejército del duque de Bohemia Vladislao II.
La llegada de los quince mil franceses a Constantinopla se produjo sin incidentes. El paso por los Balcanes fue tranquilo, ya que las quejas de sus habitantes se dirigían a los germanos que les habían precedido. Con los griegos, solo hubo problemas por la tasa de cambio de sus monedas. Al enterarse de que Manuel acababa de firmar una tregua con el sultán de Iconio, algunos barones de Luis VII, que reclamaba el título de protector de los Estados Cruzados de Ultramar, pidieron atacar Constantinopla, pero fueron refrenados por los enviados papales. Luis VII fue recibido con honores por Manuel, que le ofreció un banquete de estado. Trataron una posible alianza matrimonial que no se llevó a cabo, y acordaron que los barones franceses le rendirían homenaje, manteniendo su primera lealtad con Luis VII. Los franceses cruzaron entonces el Bósforo, y viendo la experiencia del ejército germano, cuyos restos se les habían unido en Nicea, avanzaron por la costa del Asia Menor occidental, acompañados de las lluvias de otoño, enfrentamientos internos con los germanos, ataques de los turcos y deserciones. Pararon en Éfeso para pasar las navidades de 1147. Continuaron luego hasta Antalya, acosados por los turcos, donde un almirante bizantino llevó a Luis VII y la mayoría de sus barones en unos pocos barcos a Antioquía, dejando este perecer en la miseria a su gente en su camino por tierra a Antioquía. Raimundo de Antioquía esperaba que Luis VII le ayudase a atacar Alepo, pero Luis decidió seguir su peregrinación hacia Jerusalén.
Desde Éfeso, Conrado III, que había caído enfermo, aceptó la invitación de Manuel de pasar el invierno en Constantinopla, donde fue muy bien recibido por el emperador, que puso su propio equipo médico a su disposición. En la primavera de 1148, le ayudó a continuar la cruzada, proveyéndole de barcos para ir a Acre, y dinero y equipamiento para reclutar un nuevo ejército entre los peregrinos, jurando Conrado que cuando hubiese reconquistado Edesa, la repondría al control imperial bizantino.

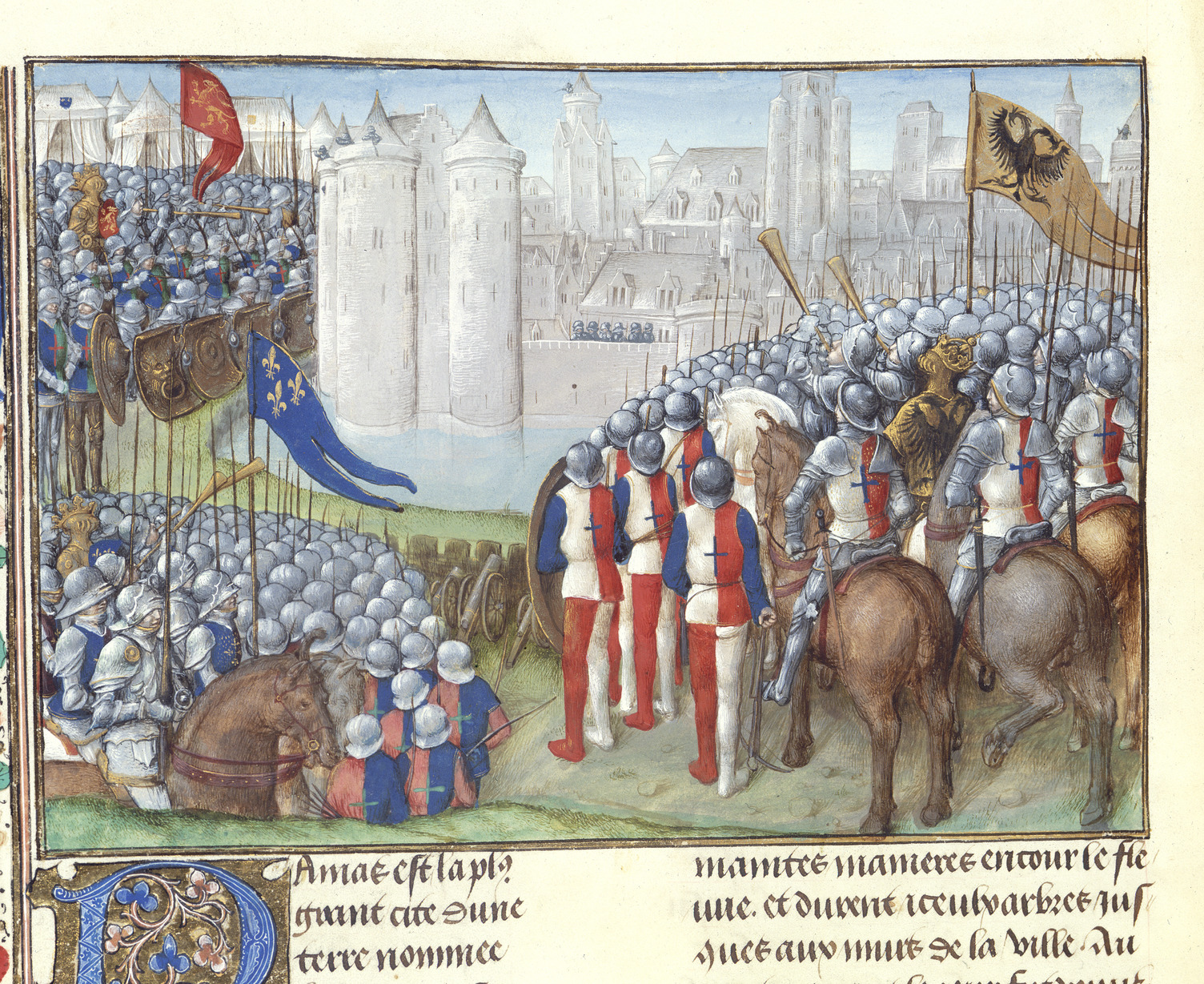
Los cruzados asediando Damasco

En Acre se reunieron Luis VII, Conrado III y Balduino III de Jerusalén. El ataque cruzado contra Damasco en julio de 1148 fue un fiasco, y se retiraron a Jerusalén. Los franceses acusaron a Manuel del fracaso, por sabotajes y falta de ayuda, aunque eso es muy discutible. Luis VII se quedó allí hasta 1149. Los barcos bizantinos llevaron a Conrado III a Tesalónica, donde Manuel le esperaba. Allí, en las navidades de 1148, los dos emperadores se aliaron para lanzar una campaña al año siguiente contra Roger II de Sicilia, que aprovechando el paso de la Segunda Cruzada, había saqueado ciudades griegas, y se había apoderado de la isla de Corfú. Los dos estadistas reforzaron su alianza dinástica con el matrimonio de Teodora, sobrina de Manuel, con Enrique de Babenberg, sobrino de Conrado. Desgraciadamente, Conrado III moriría en 1152 y a pesar de intentarlo, Manuel no pudo llegar a un acuerdo similar con su sucesor Federico.
La experiencia de la Segunda Cruzada mostró que los ejércitos bizantinos eran superiores en ciencia militar y disciplina a los occidentales, como se vio en la derrota germana ante estos en los muros de Constantinopla. Además, mostró otra estrategia de política exterior a los bizantinos, complementaria a la diplomacia, que era la de la guerra entre pueblos extranjeros, para reforzar al Imperio bizantino. Para los occidentales, el resultado de la cruzada confirmó los prejuicios que tenían sobre los bizantinos, a los que tacharon de maliciosos e hipócritas, además de tener una religión diferente, por lo que Bizancio se convirtió en un enemigo para muchos, lo que tendría sus consecuencias durante la Cuarta Cruzada. Se acusó a Manuel de alentar a los griegos locales de engañar a los cruzados sobre el precio del pan, mezclar cal con harina e incitar a los turcos, visión compartida por Nicetas Coniata, aunque no es evidente que Manuel quisiera la derrota de los cruzados por su culpa. Para los latinos de Ultramar, el fracaso de la segunda cruzada y la derrota en el asedio de Damasco, les demostró que la única fuerza capaz de asegurar su protección contra los musulmanes era el Imperio bizantino.

### Los Normandos de Sicilia (1147-1158)
Sicilia perteneció al Imperio bizantino entre los siglos VII y X, fue conquistada por los musulmanes en el 965, y reconquistada por los normandos en 1071. Roger II creó el Reino de Sicilia en 1130.
En el verano de 1147, mientras Manuel supervisaba el paso de la Segunda Cruzada, una flota normanda se apoderó de la isla de Corfú y tras una incursión en las islas del Egeo, desembarcó en el golfo de Corinto y saqueó las ciudades más ricas de la Grecia central, Tebas y Corinto, llevándose muchos cautivos, entre otros los tejedores de seda, y un gran botín. La zona era vulnerable, ya que Manuel había retirado tropas para vigilar el paso de los cruzados. Los normandos se quedaron con Corfú por su valor estratégico para amenazar las provincias griegas de Bizancio.
Manuel se centró ahora en Sicilia. Creó una nueva flota y renovó su alianza tradicional con Venecia en marzo de 1148, que por su ayuda, recibieron ampliaciones en su barrio de Constantinopla. En la primavera de 1148 marchó hacia Italia, pero problemas en los Balcanes lo desviaron hacia el Danubio. Cuando volvió, era demasiado tarde para embarcar a las tropas, y se retiró a pasar el invierno en Macedonia, donde se reunió con Conrado, mientras su almirante en jefe conducía el asedio de Corfú. Este asedio era difícil por la resistencia normanda, y el comandante bizantino murió en combate. Manuel tomó el mando de las operaciones, e incluso sofocó un motín veneciano usando solo diplomacia. Roger II envió una flota de cuarenta barcos al mar Egeo, e incluso penetró en el Cuerno de Oro, pero a la vuelta fueron fuertemente derrotados por una flota bizantino-veneciana. La guarnición normanda fue sometida finalmente por hambre en el verano de 1149, y varios de sus oficiales pasaron a servir al Imperio. Manuel se volvió entonces a los Balcanes para defender los intereses del Imperio, y dejó a Juan Axouch con instrucciones de cruzar a Italia, y usar Ancona como base de operaciones, pero el mal tiempo y la oposición de los venecianos le disuadió. El emperador volvió a su capital en navidades de 1149, y celebró sus éxitos con una procesión triunfal.
Roger II de Sicilia intentó crear una alianza antibizantina, para lo que apoyó al duque güelfo que luchaba contra los Staufen, lo que obligó a Conrado a volver a Alemania, y apoyó a los húngaros y serbios contra los bizantinos. Además disponía del apoyo de Luis VII de Francia, mientras el papa intentaba disuadir al rey germano de la alianza con el Bizancio herético, aunque Conrado no lo aceptó.

Conquistas de Manuel en la Italia meridional

Entre 1149 y 1155, los enfrentamientos se limitaron a algunos combates navales puntuales con resultados dispares.
En la primavera de 1150 se habló de una alianza matrimonial entre Manuel y Conrado, con una posible campaña contra el reino de Sicilia como tela de fondo, pero la muerte de Conrado III el 15 de febrero de 1152, la descartó. Manuel nunca llegó a entenderse bien con su sucesor, Federico I Barbarroja, que le consideraba solo como rey de los griegos. La alianza entre Bizancio y Alemania se convirtió en rivalidad entre dos Imperios, que reclamaban con exclusividad la idea imperial y la herencia romana. Federico firmó el Tratado de Constanza con el papa Eugenio III en 1153, donde se comprometió a no permitir la ocupación de tierras de Italia por los griegos, tratado que renovó en 1155 con el nuevo papa Adriano IV, y en 1154 envió una expedición a Italia con intenciones imperialistas.
La muerte de Roger II en 1154 redujo el peligro normando. La campaña bizantina para invadir Apulia y ocupar sus puertos, fue una estrategia protectora para asegurar la ocupación litoral contra los ataques normandos. En 1155 Manuel envió una flota a Ancona con sus generales Miguel Paleólogo y Juan Ducas para preparar la empresa, cargados de oro. Estos reclutaron tropas locales para oponerse a Guillermo I de Sicilia, hijo y sucesor de Roger II, y se reunieron con Federico I para renovar el tratado que tenían con Conrado III, pero llegaron tarde; Federico habría aceptado la enorme suma de dinero ofrecida para marchar sobre Apulia, si su ejército diezmado y debilitado por la fiebre no hubiese insistido en volver a casa, por lo que Manuel debía atacar Sicilia solo.
Con los mercenarios contratados y el apoyo de barones locales descontentos, recuperaron parte de Apulia. La rendición de Bari se consiguió a finales de 1155 usando el oro bizantino, y por el resentimiento de la población local contra el gobierno de los normandos. La región entre Ancona y Tarento reconoció la soberanía bizantina. La restauración del Imperio Romano, objetivo final de los bizantinos, parecía hacerse posible. El ejército marchó sobre Brindisi y el asedio comenzó el 15 de abril de 1156. La ciudad cayó, pero la guarnición se parapetó en la ciudadela donde resistieron y lograron matar al comandante en jefe bizantino, Miguel Paléologo. Llegaron noticias de que Guillermo I venía al frente de un gran ejército. En el ejército bizantino hubo disensiones con los exiliados normandos, mientras los mercenarios italianos exigían doblar su salario. Al no conseguirlo, desertaron, y dejaron solos a una pequeña fuerza bizantina. Juan Ducas recibió una pequeña ayuda de Alejo Comneno Brienio, pero el 28 de mayo fueron derrotados por los normandos.
Manuel envió entonces a Alejo Axouch a Ancona, con una gran cantidad de dinero, para ganar la lealtad de ciudades del centro y sur de Italia, y preparar una nueva campaña. Quería forzar a Guillermo I a la paz, ya que los asuntos del Este le reclamaban. Los esfuerzos de Axouch tuvieron éxito, y muchas ciudades reconocieron el señorío bizantino. La ciudad de Rávena estuvo a punto de hacerlo, pero el ejército germano la obligó a recular. A pesar de una incursión normanda bastante destructiva en 1156 por el Egeo, el tratado de paz se firmó en 1158, permitiendo a Manuel liberarse de esta guerra con dignidad, y evacuar a sus tropas de Italia. En el tratado, Manuel reconoció a Guillermo como rey de Sicilia, y declararon que Federico I era su común enemigo. Guillermo no volvió a plantear problemas al Imperio bizantino. Manuel mantuvo la alianza con Venecia, y dejó amigos en Ancona, que le sirvieron en el futuro para chequear el apoyo a Federico I en Italia.
El Tratado con Guillermo I mostró la debilidad bizantina en Italia, donde se apoyaban más en el dinero y la diplomacia, que en la fuerza de las armas. En realidad, Manuel jamás dio a sus comandantes suficientes fuerzas para apoderarse del sur de Italia. Parece que su intención era lograr que sus ciudades quedaran bajo la influencia de Bizancio, y prevenir incursiones en los Balcanes.
Por otra parte, los lazos con los germanos se resintieron en 1159 al morir la emperatriz Bertha-Irene, y debido a que Manuel intentó aliarse con el papa Alejandro III, rival de Federico.

### La frontera del Danubio (1149-1180)
En su frontera septentrional, Manuel se esforzó por conservar las conquistas del emperador bizantino Basilio II realizadas unos cien años antes. Manuel, en tanto que hijo de Santa Piroska de Hungría, creía tener algunos derechos sobre los magiares. El reino de Hungría era importante para la política exterior bizantina, ya que controlaba Dalmacia, Bosnia y Croacia, e indirectamente Serbia, y era un competidor para la influencia en los Balcanes, por lo que buscaron al menos incluirlo en la esfera de influencia bizantina. Entre 1151 y 1167, no menos de trece expediciones se enviaron contra los húngaros, algunas comandadas directamente por Manuel I. Por su parte, los serbios suponían una amenaza para la pax byzantina y amenazaban las dos grandes arterias de comunicación de la zona: la Vía Egnatia desde Dirraquio (en la actual Albania) a Tesalónica, y la Carretera Militar desde Belgrado hasta Adrianópolis y Constantinopla. Además, Manuel quería evitar que los principados rusos, incluyendo a Kiev, pudieran caer bajo la esfera de influencia húngara, y deseaba convertirlos en estados clientes que no le dañasen.
Las relaciones con los serbios y los húngaros habían sido buenas desde 1129, por lo que la rebelión de los serbios de Rascia en 1149, empujados por Roger II de Sicilia, fue una sorpresa, y mostró debilidades en el control bizantino de los Balcanes. Manuel interrumpió su campaña en Italia y se dirigió a la Župa de Rascia, pero los serbios se retiraron a las montañas. Al volver Manuel al año siguiente, se encontró con las tropas serbias apoyadas por las del rey Geza II de Hungría (1141-1162), a las que derrotó, rindiendo la ciudad de Zemun (en el actual Belgrado), y volviendo con muchos prisioneros y ganado. Tras esta campaña, el Gran Župan serbio renovó su juramento de vasallaje al emperador bizantino en 1152.

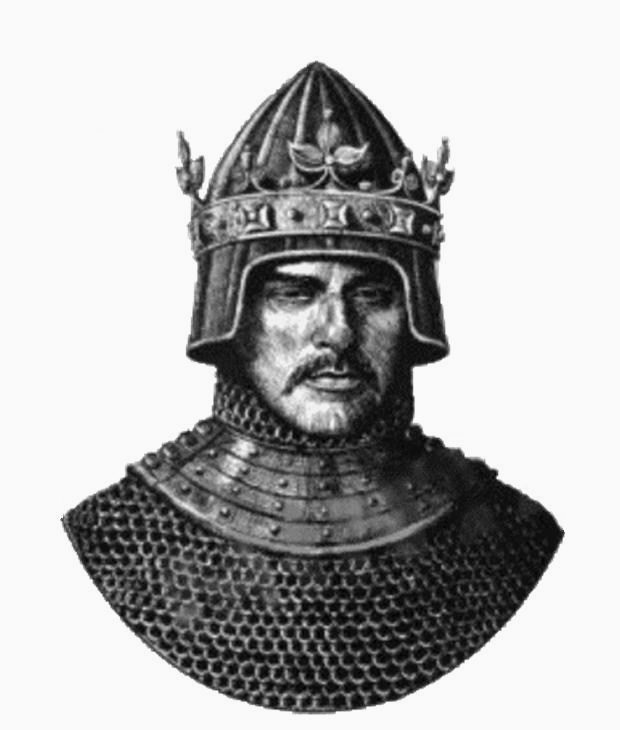
El rey Geza II de Hungría

Por su parte, Geza II pudo completar su ejército feudal con auxiliares proporcionados por sus aliados germanos, checos y rusos, y en 1154 intrigó con el rival de Manuel, su primo Andrónico, el comandante de Branicevo y de Belgrado, y llegó casi a tomar ambas ciudades fronterizas. Esto llevó a Manuel a tener que dirigir tres nuevas expediciones al Danubio. La última de ellas, en el invierno de 1154-55, obligó finalmente a Geza, que acababa de conocer la muerte de su aliado, Roger II de Sicilia, a hacer las paces y aceptar el estatus de cliente de Manuel.
La inestabilidad en los Balcanes no desapareció con el acuerdo en 1155 con Geza II. En 1156, Manuel propuso al emperador germano Federico I Barbarroja una alianza para conquistar el reino de Hungría, pero este la descartó. Durante el período conflictivo de 1161 a 1172, Manuel consiguió un equilibrio de poder en la península italiana, que evitó la intervención del rey de Sicilia o de Federico I en los asuntos de los Balcanes.
En 1161, Manuel reemplazó al Gran Župan serbio de Rascia por Desa, pero este pidió ayuda a los húngaros y se aproximó de la esfera germana, por lo que Manuel tuvo que dirigir tres campañas contra él en 1162, 1168 y 1172, y haciéndole al final pedir perdón en una ceremonia de humillación pública.
En Hungría, al morir Geza II en marzo de 1162, fue coronado su hijo Esteban III, en contra de la tradición de coronar a uno de sus hermanos, Ladislao II o Esteban IV, que estaban en Constantinopla y eran apoyados por el emperador. Ladislao II, fue coronado en junio de 1162, pero murió envenenado en enero de 1163, y su hermano Esteban IV, coronado a continuación, no fue aceptado por los húngaros por pensar que sería una marioneta de Manuel, y fue vencido por Esteban III en junio de 1163. Esteban III tenía el apoyo del emperador germano y del duque de Bohemia Vladislao II, vasallo del emperador bizantino. Vladislav actuó como mediador entre Manuel y Esteban, y en 1164 se firmó un tratado de paz, aceptando a Esteban III como rey de Hungría, y nombrando como sucesor a Bela, su hermano pequeño, al que se le entregó como feudo Croacia y Dalmacia, y se le añadió luego la región de Sirmia, y se le envió a Constantinopla para ser educado en la fe ortodoxa, donde tomó el nombre de Alejo.

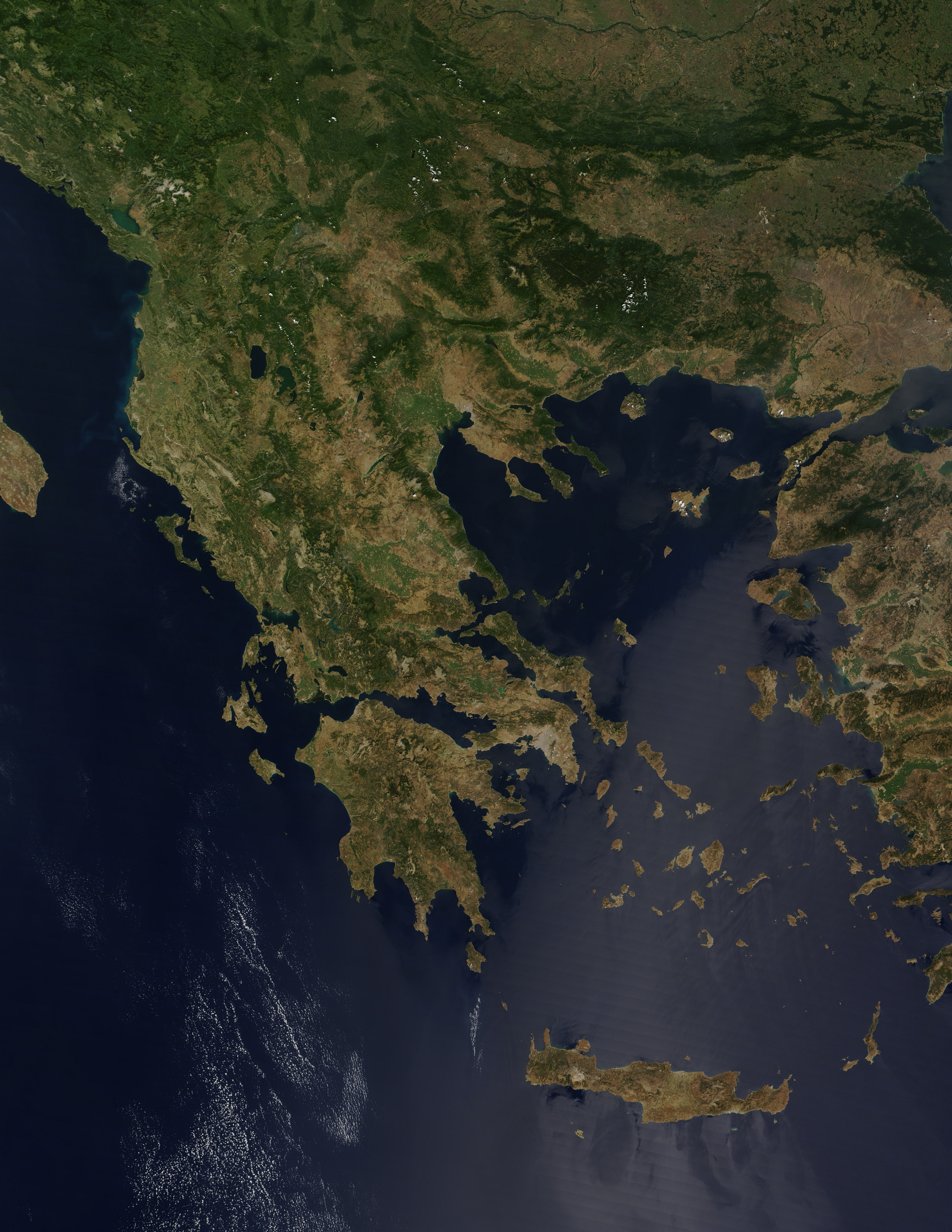
Dominio bizantino sobre todos los Balcanes desde el Danubio en el nordeste, hasta el Peloponeso en el sudoeste

En paralelo, desde finales de 1140, tres príncipes rusos se disputaban el dominio de Rusia, el de Kiev, aliado de Hungría, y los príncipes de Súzdal y Galitzia, clientes de los bizantinos. La Galitzia, situada en las fronteras orientales de Hungría, tenía un carácter estratégico en el conflicto entre húngaros y bizantinos. En 1164, el nuevo príncipe de Galitzia, Yaroslav, se apartó de los bizantinos, y aportó tropas a Esteban III de Hungría. Por otra parte, el nuevo príncipe de Kiev, Rotislav, rechazó que el patriarca de Constantinopla pudiese elegir al metropolita de la Rus de Kiev. Además, Andrónico Comneno, el primo y rival de Manuel, escapó del palacio imperial y se refugió en Galitzia en 1165. Manuel envió a un miembro de la familia imperial a restaurar la situación en las cortes rusas y lograr la vuelta de Andrónico, siendo conseguidos ambos objetivos. El príncipe de Galitzia abandonó la idea de una alianza matrimonial con Hungría, y el príncipe de Kiev aceptó la nominación del elegido por el patriarca como Metropolitando de la iglesia rusa.
En los siguientes años, los húngaros intentaron apartar a Bela del trono de Hungría, y pidieron ayuda a los checos, los germanos y el príncipe ruso de Hálych. Hallaron la excusa en la actitud ambigua de Manuel contra el viejo Esteban IV, que seguía reclamando el trono. Esteban III no entregó los territorios previstos en el acuerdo firmado, y Manuel movilizó a sus ejércitos en 1164 con Esteban IV a la cabeza, avanzando hasta el corazón de Hungría. Un nuevo acuerdo se firmó por el que Esteban III cedía Dalmacia, Croacia y Sirmia, y Manuel no apoyaría a Esteban IV. Este se refugió en 1164 en la fortaleza de Zemun, en el Danubio, donde fue asediado por los húngaros, que sobornaron a un sirviente, y Esteban IV fue asesinado, con lo que la región fue conquistada por los húngaros en abril de 1165. A finales de ese año, Manuel lideró en persona el contraataque contra el rey de Hungría y sus aliados rusos, contando con el apoyo de serbios, austríacos y del sultanato de Rum. Manuel ocupó los territorios de Dalmacia y Croacia con ayuda de tropas venecianas, y capturó Zemun tras un duro asalto.
En 1166, los húngaros invadieron de nuevo las regiones de Sirmia y Dalmacia, pero los bizantinos contraatacaron con tres ejércitos, uno hacia la frontera del Danubio, y otros dos a través de los Alpes Transilvanos y a través de los Cárpatos, en dirección a Galitzia, lo que no esperaban los húngaros. En 1167, Manuel atacó de nuevo con un vasto ejército (15000 soldados) para romper la resistencia húngara. El 8 de julio se enfrentaron en la batalla de Sirmium y el general Andrónico Contostéfano aplastó a los húngaros. Estos aceptaron la paz, así como el dominio bizantino de Sirmia, Dalmacia y Croacia, dieron rehenes para asegurar su buen comportamiento, pagaron un tributo y aportaron tropas al ejército imperial. Además se pidió que la Iglesia húngara se subordinase al patriarca de Constantinopla. Manuel consiguió el control de la costa del mar Adriático.

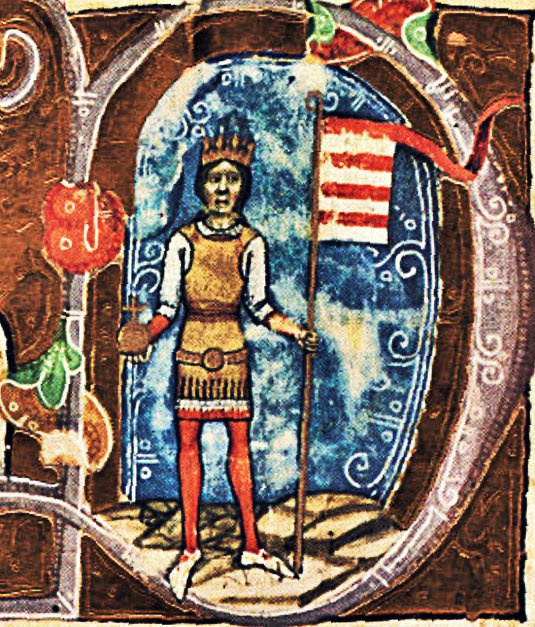
Bela III de Hungría

Como acordado, el príncipe Bela, heredero de Esteban III, había venido a Constantinopla en 1163, donde fue nombrado “Déspota”, y se celebró el compromiso matrimonial con María, hija porfirogéneta de Manuel, lo que permitía pensar en una futura unión de las coronas imperial y húngara. Sin embargo, este plan fue modificado al nacer en 1169 Alejo, un hijo de la segunda mujer de Manuel, que fue reconocido como heredero al trono imperial en marzo de 1171. Aunque se rompió el compromiso con María, Bela se mantuvo en la corte bizantina como “César”. En marzo de 1172, Esteban III murió repentinamente, y una delegación húngara vino a Constantinopla a pedir que Bela se convirtiese en el nuevo rey. Manuel lo acordó y lo aclamó como rey, una vez que aquel le prestó juramento. Bela III de Hungría se casó con Inés de Antioquía, cuñada de Manuel, mantuvo su palabra y fue siempre un aliado fiel del Imperio bizantino.
El acceso de Bela al trono húngaro coincidió con el triunfo final de Manuel sobre Esteban Nemanja, el Gran Župan serbio de Rascia desde 1166 y fundador del reino medieval serbio. Al no poder resistir una incursión punitiva contra Serbia en 1172, se presentó ante el emperador como un peticionario, descalzo y sin cubrir la cabeza, con un lazo en su cuello y la espada en su mano izquierda. Tuvo que participar en el desfile triunfal de Manuel en Constantinopla, y los serbios no plantearon más problemas durante el reinado de Manuel, mientras Hungría se había convertido en un estado cliente.
En general, el plan de Manuel para los Balcanes tuvo éxito, asegurando las fronteras en Grecia y Bulgaria, manteniendo a Hungría como estado cliente, y favoreciendo el impulso económico en la zona occidental del Imperio. Los Balcanes vivieron una fase de esplendor hasta final de siglo por la estabilidad conseguida por los emperadores Comneno, y la Pax byzantina del Imperio.

### El Papado, el Imperio Germano y los italianos (1152-1180)

#### El Papado
Manuel pensaba que la relación con el papa podía ofrecerle mucho políticamente, corriendo pocos riesgos. Los bizantinos aceptaban la primacía del honor al obispo de Roma, pero no la primacía de jurisdicción. El cisma entre las iglesias alteraba el debate político más allá del debate teológico.
Durante el papado de Adriano IV (1154-1159), Manuel soñó con restaurar el Imperio romano, al coste de la unión entre las iglesias ortodoxa y católica. Manuel le ofreció en 1155 al papa, enfrentado a los normandos, una gran cantidad de dinero para la curia y expulsar a Guillermo de Sicilia, a cambio de recibir el señorío de tres ciudades de la costa del Adriático. La alianza se formó, pero la unión fracasó por la condición impuesta por el papa de que se reconociese su autoridad religiosa y secular sobre todos los cristianos, lo que habría sido rechazado por los griegos bizantinos. Manuel jamás fue tratado de “Augusto” por Adriano.

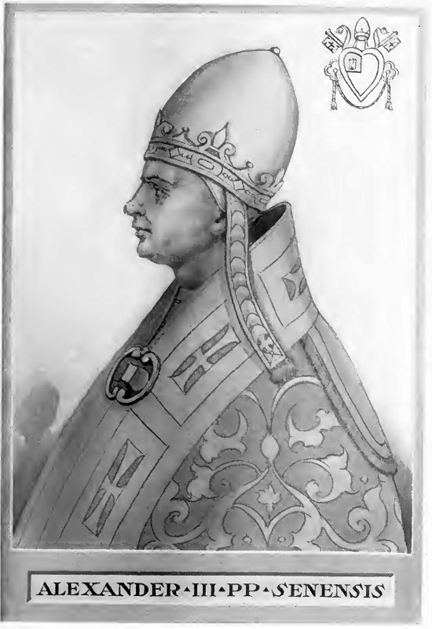
El papa Alejandro III, al que Manuel I intentó convencer de reconocerle como «único emperador romano».

En paralelo, había una disputa entre Federico I y el papado, ya que Federico creía que él era emperador por ser elegido, y no por ser coronado por el papa. Tras la muerte de Adriano IV en 1159, aparecieron dos candidatos para reemplazarle, Víctor IV apoyado por Federico, y Alejandro III apoyado por la mayoría de iglesias y gobernantes de la cristiandad latina. Se convocó un Concilio en Pavía en 1160 para tratar el problema, del que Federico salió excomulgado, y que dio origen a un cisma en la iglesia occidental hasta 1177. Federico decidió apoyar el plan de Manuel contra Sicilia, si este apoyaba a Víctor IV. La respuesta de Manuel fue cautamente positiva, pero entretanto entabló relaciones con el papa Alejandro III, que le escribió en 1161 pidiéndole ayuda contra Federico, prometiéndole “vanidades que no podía imaginar”, tales como reconocerle como único emperador romano. Manuel reclamó ser “heredero de la corona de Constantino el Grande”, e intentó convencer a la curia de su sinceridad, para lo que tomó medidas drásticas contra la agitación antilatina en Constantinopla, tomó parte en discusiones teológicas en su corte, y participó en un sínodo en marzo de 1166 sobre una controversia teológica sobre las palabras de Cristo “El Padre es más grande que Yo”, en el que hizo una inteligente declaración final para conciliar la opinión bizantina y demostrar su simpatía por la teología latina. Se dice que Alejandro abandonó el asunto en 1167, pero mantuvo buenas relaciones con Manuel. En 1170-72, las iglesias griega y armenia trabajaron sobre las diferencias teológicas entre ellas. Parece que en 1175, Alejandro y Manuel trabajaron en un tratado de un frente Cristiano unido, pero las negociaciones se rompieron según Juan Cinnamo porque Manuel insistía en que el imperio de Roma debería pertenecer de nuevo a Bizancio, mientras el papa no lo aceptaba porque solo él podía gobernar en Roma. Parece que Manuel intentó hacer de su imperio un “cielo seguro” para los latinos, en contra del resentimiento de sus súbditos y la oposición de su patriarca, pero falló en lograr la unión de las Iglesias, y el papa no cumplió con su parte del trato.

#### El Imperio alemán
Desde su acceso al trono, el emperador germano Federico I Barbarroja (1152-1189) proyectó su sombra sobre la política exterior bizantina. Desde el principio, dejó claro que no mantendría el tratado de Tesalónica de Conrado III con Manuel. Al morir Geza II, hubo rumores infundados sobre una supuesta invasión del Imperio por Federico I, aunque este mostró poco interés por los asuntos húngaros.

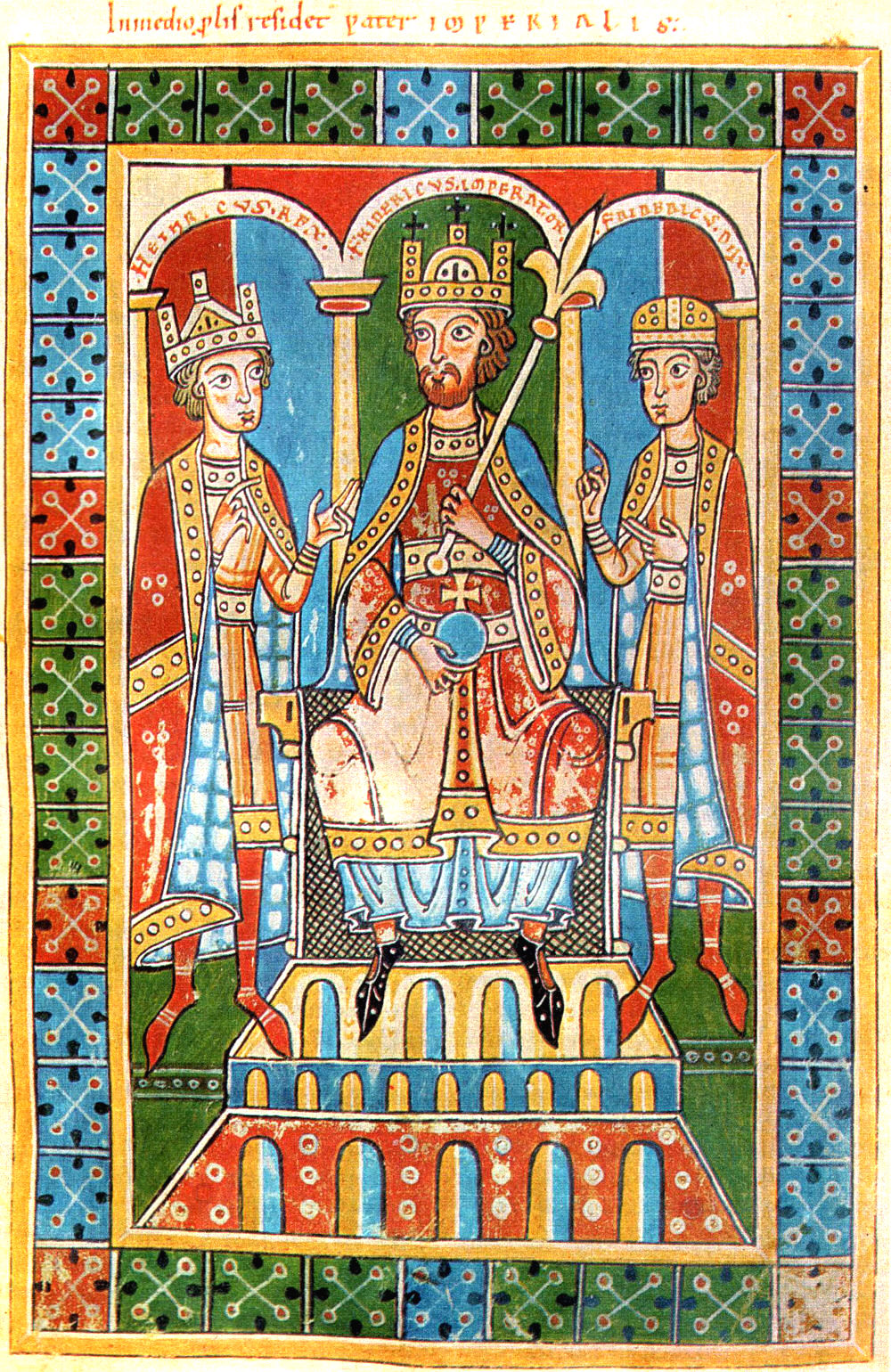
Federico I Barbarroja y sus hijos, el rey Enrique VI y el duque Federico VI

A Federico le molestaron los éxitos iniciales de Manuel en Apulia en 1155. En junio de 1156 bloqueó varias semanas la embajada bizantina que iba a discutir las condiciones de su casamiento con María, una sobrina de Manuel, mientras Federico se casaba con Beatriz de Borgoña, que le aportaba el ducado de Borgoña y el condado de Provenza al imperio occidental, lo que mejoraba la jurisdicción feudal de su corona. Para compensarlo, invistió en 1156 a Enrique de Babenberg, casado con una sobrina de Manuel, con el ducado de Austria con derecho de descendencia.
A finales de 1157 se reunieron los enviados de Manuel y Federico para preparar la campaña de 1158 contra Sicilia. Federico aceptó parte del tesoro que Axouch le ofreció, aunque este no le informó de las negociaciones de paz con Sicilia por temor a represalias. El tratado de paz Bizancio-Sicilia de 1158 no rompió las relaciones entre los dos imperios, pero la muerte de Bertha de Sulzbach en 1159, la esposa germana de Manuel, privó a su alianza de su más poderoso abogado y su vínculo efectivo más fuerte.
La “guerra fría” entre Federico y Manuel se originó tras la muerte de Bertha y con la apertura del cisma papal (1160). Entre 1159 y 1160 se discutió un plan de Manuel para romper su tratado con Guillermo I de Sicilia e invadir conjuntamente el reino normando, si Federico le permitía quedarse con las marcas de Ancona y las ciudades costeras de Apulia, pero sin éxito. Esto llevó a Manuel a cambiar de estrategia. Estableció contactos con rivales de Federico en el área germana, con Luis VII de Francia y el conde de Toulouse, y con los gobernantes de Italia que se oponían a la dominación germana de la Lombardía. Intentó evitar la caída de Milán en 1162 ante Federico, y financió la reparación de sus murallas en 1167, y apoyó siempre a la Liga Lombarda contra el emperador germano. Envió a uno de sus mejores generales a Venecia para reforzar la resistencia, y varias ciudades italianas se acercaron a la órbita bizantina. Se acusó a los bizantinos de envenenar la harina que causó una epidemia entre los germanos en el verano de 1167. En 1172, el duque de Sajonia, Enrique el León, de paso por Constantinopla en peregrinaje hacia Jerusalén, logró la reconciliación de los dos emperadores, ofreciéndole el apoyo germano en su política húngara.

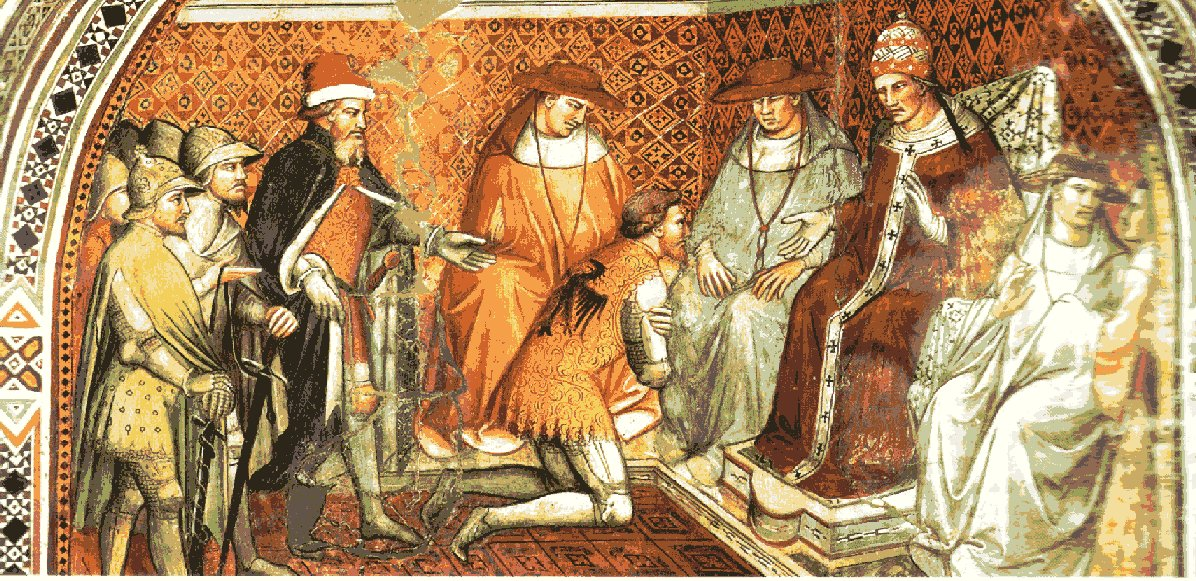
Federico I Barbarroja se somete a la autoridad del papa Alejandro III tras la derrota en la batalla de Legnano

En 1173, las fuerzas germanas, con apoyo veneciano, atacaron Ancona, la base italiana de Bizancio. Federico comenzó a negociar con el sultán selyúcida contra Manuel. La política occidental de Manuel estaba en peligro. Federico invadió Italia en 1176, aunque el ejército germano fue decisivamente derrotado por la Liga Lombarda en la batalla de Legnano. Esto preparó la reconciliación entre Federico y el papa. En la Paz de Venecia de 1177, Alejandro III recibió la obediencia de Federico, y el papa le confirmó como emperador de Occidente, para sorpresa de la corte bizantina. De todas formas, ni Venecia ni Sicilia infligieron graves daños a Manuel, los tratados con Pisa y Génova se mantuvieron firmes, y su entente con el papa no se vio afectada por sus relaciones con Federico.

#### Las Repúblicas marítimas italianas
Las tensiones durante la guerra de Sicilia y la anexión imperial de Dalmacia, así como los excesivos privilegios comerciales venecianos (sin impuestos en las transacciones en el Imperio), conllevó a finales de la década de los 60, la disolución de intereses veneciano-bizantinos, existentes desde 1127. Manuel sabía que se avecinaba una guerra naval con Venecia, para lo que necesitaba cerrar todos los puertos del Adriático a las naves venecianas, y decidió aproximarse a Federico, lo que mejoró sus relaciones con los rivales comerciales de Venecia, las repúblicas marítimas de Pisa y Génova, que no habían querido romper con Federico. Manuel firmó tratados con Génova (1169) y con Pisa (1170), bajando del 10 % al 4 % los impuestos en las transacciones con el imperio de estas dos ciudades. La crisis estalló el 12 de marzo de 1171, en el que entre diez y veinte mil venecianos en territorio imperial fueron arrestados y sus bienes requisados, con el pretexto de que habían incendiado el barrio genovés de Gálata en Constantinopla, pero en realidad contra los excesos de esta impopular minoría extranjera, y por las razones anteriormente enunciadas. En represalia, Venecia envió ciento veinte navíos y saqueó las islas de Quíos y Lesbos, pero golpeados por una epidemia, y ante la resistencia de la flota bizantina, tuvieron que replegarse sin haber obtenido grandes éxitos. Las relaciones entre ambas potencias fueron malas hasta la muerte de Manuel.

### Bizancio y los Estados Cruzados (1149-1175)
Tras el fracaso de la segunda cruzada, Manuel defendió su rol tradicional de defensor de la Iglesia ortodoxa en Tierra Santa, ayudó a muchos santuarios de Tierra Santa, incluso si eran latinos, y se presentó como protector de los Sitios Sagrados, aunque este papel le correspondiese al rey de Jerusalén.
En 1149-50, los dos líderes de Antioquía y Edesa cayeron ante el líder musulmán de Alepo, Nur al-Din, y Manuel intentó ayudar a sus viudas ofreciéndoles pretendientes, pero varias fortalezas cayeron en manos musulmanas. La viuda de Antioquía, Constanza, se casó en 1152 con Reinaldo de Châtillon, un caballero francés que había venido con la segunda cruzada, ya que sus consejeros no querían que se casase con un hombre del emperador.
Entretanto, había renacido en Cilicia el separatismo armenio bajo el príncipe Thoros, que derrotó a un ejército bizantino en 1152 ante los muros de Mamistra. Manuel intentó aliarse con Mesud I, el sultán de Iconio y Reinaldo de Antioquía para hacer la guerra a los armenios, pero estos no lo siguieron.
En 1154, Damasco cayó ante Nur al-Din, con lo que la frontera norte de los Estados Cruzados quedó expuesta a los musulmanes. Los cruzados debían dedicar sus recursos militares a proteger sus fronteras, y necesitaban cobertura bizantina. El joven rey de Jerusalén, Balduino III, estaba en edad de casarse, y buscó novia en la corte de Constantinopla en 1157. En septiembre de 1158, la sobrina de Manuel, Teodora Comnena, llegó a Tiro como novia para el rey, y fue coronada reina antes de casarse.

Los Estados Cruzados hacia 1135

Reinaldo de Antioquía, al no recibir un subsidio bizantino, se alió con Thoros II e hizo una incursión devastadora en la isla bizantina de Chipre en 1156, durante la guerra en Apulia. El historiador Guillermo de Tiro deploró las atrocidades cometidas por los hombres de Reinaldo. Tras saquear la isla y apoderarse de sus riquezas, su ejército mutiló a los supervivientes, no sin antes obligarles a recomprar sus rebaños a precios exorbitantes con lo poco que les quedaba. El botín conseguido aseguraba la riqueza de Antioquía durante muchos años, y los invasores se volvieron a su tierra.
En el invierno de 1158, Manuel marchó con un enorme ejército sobre Cilicia, tan rápidamente, que el armenio Thoros II tuvo que huir a las montañas, y las principales fortalezas cayeron en manos bizantinas. Ante este avance, Reinaldo de Châtillon aterrorizado, se dio cuenta de que no podía resistir y que no podía esperar ayuda de Balduino III de Jerusalén que no había aprobado el ataque a Chipre, por lo que solo le quedó la opción de someterse. Se presentó ante el emperador vestido de penitente, con una cuerda alrededor del cuello y sosteniendo la espada por la punta, mientras le pedía perdón. Manuel ignoró inicialmente al prostrado Reinaldo, pero al final aceptó perdonarle si Reinaldo pasaba a ser vasallo imperial y aceptaba un patriarca griego en Antioquía en vez de latino. Habiendo restaurado la paz, una gran procesión ceremonial de entrada del ejército bizantino en Antioquía tuvo lugar el 12 de abril de 1159, con Manuel a caballo con todas sus insignias, mientras detrás de él iban a pie Reinaldo de Antioquía y Balduino III de Jerusalén, este recién llegado. Manuel estuvo ocho días en Antioquía, en los que dispensó justicia a los ciudadanos y presidió juegos y torneos organizados para la plebe, en los que demostró sus habilidades caballerescas. Este ceremonial selló la alianza entre Manuel y los francos de Ultramar, con sus obligaciones y derechos. Respecto a Cilicia, Manuel permitió a Thoros II mantener la mayoría de las fortalezas que había conquistado y solo restauró el control imperial sobre el área costera.
En mayo de 1159, junto con Reinaldo y Balduino, lanzó una campaña contra Nur al-Din, el gobernador de Siria, dirigiéndose a Alepo. Este le ofreció la paz y liberó a unos seis mil prisioneros cristianos, capturados en varias batallas desde la segunda cruzada. Manuel entonces, aparentemente satisfecho por lo conseguido, decidió volverse a Constantinopla. En su camino de vuelta, sus tropas fueron sorprendidas por los turcos selyúcidas, pero Manuel logró una victoria total y les dispersó. Al año siguiente, liberó la región de Isauria, en Asia Menor, de la presencia selyúcida. Parece claro que Manuel deseaba recuperar Antioquía para el Imperio, pero quería también utilizar a los latinos y a Occidente para reforzar la posición del Imperio, y para ello buscaba mantener a los cruzados en situación de dependencia del Imperio bizantino.
Cuando enviudó en 1159, Manuel se dirigió a las cortes latinas de Ultramar para buscar una novia, dejando la elección en manos de Balduino III, que propuso a Melisenda de Trípoli. Pero cuando Reinaldo fue capturado por Nur al-Din (noviembre 1160), y Antioquía necesitaba un protector, Manuel escogió a María de Antioquía, con la que se casó en Navidades de 1161.
Tras la muerte de Balduino en 1162, Manuel necesitó tiempo para establecer buenas relaciones con su sucesor Amalarico I, que sospechaba de las intenciones de Bizancio. Antioquía estaba bajo la influencia de Bizancio, y más cuando su nuevo príncipe, Bohemundo III, cuñado de Manuel, fue capturado por Nur al-Din en la batalla de Harenc (agosto 1164), junto con otros líderes cristianos. Ante el peligro musulmán, Manuel envió un fuerte contingente militar y Nur al-Din se retiró. Amalarico negoció su libertad en el verano de 1165 con el dinero de Manuel, y entonces Bohemundo vino a Constantinopla, y volvió con un patriarca griego a Antioquía, cumpliendo el juramento hecho por Reinaldo en 1158.

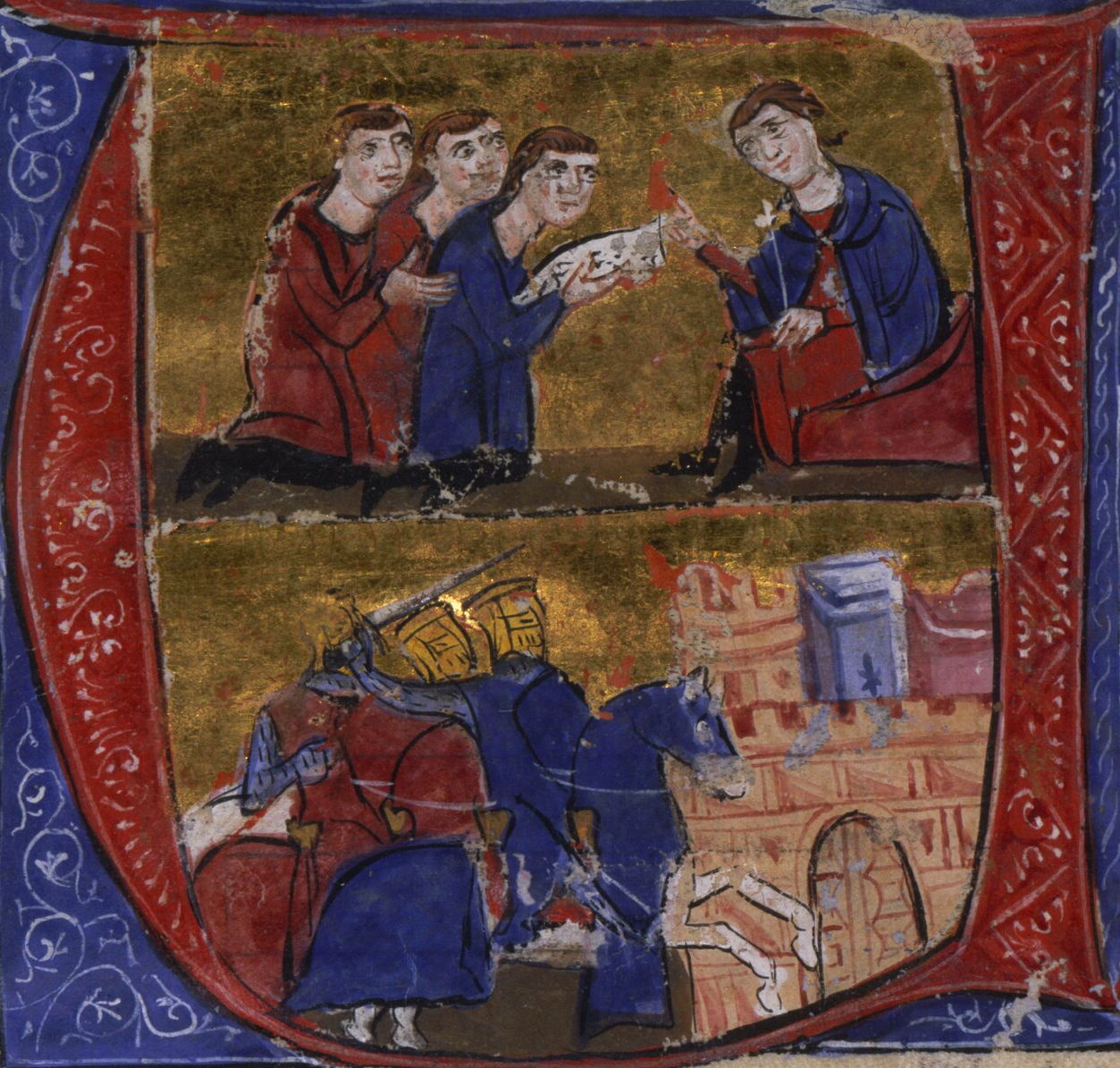
Amalarico I de Jerusalén con el emperador Manuel I Comneno

Amalarico I buscó una novia en Bizancio. Una sobrina-nieta de Manuel, llegó en agosto de 1167, y fue coronada antes de la boda. Esta boda estaba ligada al ambicioso proyecto de Amalarico de invadir Egipto, el más rico y populoso de los estados islámicos, contando con la ayuda de los bizantinos. A Manuel, el plan le convenía para evitar posibles ambiciones de Amalarico sobre Antioquía, mantener una deuda militar del rey de Jerusalén con él, y compartir posibles ganancias territoriales. La expedición supuso una extraordinaria demostración de poder por parte del Imperio, a causa del gran ejército y flota enviados, pero también significó una gran coste para los bizantinos. La invasión de Egipto esperaba contar también con cierto apoyo de la población local copta que llevaba viviendo más de quinientos años bajo el poder musulmán.
Manuel reclamó tributos a Egipto, como se hacía antes de la llegada de los árabes. Amalarico sin esperarle, atacó Egipto en otoño de 1168 y llegó hasta El Cairo, pero la violencia indiscriminada de los francos (matanzas en Bilbeis) arruinó una posible conquista fácil, y facilitó que los egipcios pidiesen ayuda a Nur al-Din. El oro bizantino convenció a Amalarico de retirarse y volver al año siguiente con los bizantinos. El acuerdo era que Manuel tomaría las áreas costeras, y Amalarico el interior. En julio de 1169, una imponente flota (entre 200 y 300 naves, de las que 60 para transportar la caballería) partió de Constantinopla, pero los bizantinos vinieron con solo 3 meses de avituallamiento, lo que parece indicar que su objetivo no era conquistar Egipto, sino establecer una cabeza de puente en la desembocadura del Nilo. Las fuerzas conjuntas no llegaron al puerto de Damieta hasta finales de octubre, cuando las provisiones se estaban acabando. Amalarico desconfiaba del verdadero objetivo de los bizantinos y permitió que el asedio se prolongase. El comandante bizantino se cansó y ordenó a sus tropas comenzar el asalto. Mientras, Amalarico negociaba una rendición pacífica de la ciudad, y el asalto fue cancelado. Las tropas bizantinas estaban hambrientas y nada les retenía allí. Se apresuraron a subir a bordo de sus naves y volver a casa. La mayor parte de la flota bizantina se perdió durante las tormentas del viaje de vuelta. El fracaso en la cooperación plena entre cruzados y bizantinos hizo que la operación fracasase.
En febrero de 1169, Thoros II de Armenia murió y fue reemplazado por su hermano Melias I, que se alió con Nur al-Din y conquistó las tres principales ciudades de Cilicia, obligando a reforzar los lazos de Constantinopla con Antioquía y Jerusalén. En 1170, un terremoto golpeó Antioquía, destruyendo la Catedral e hiriendo mortalmente al patriarca griego, que fue reemplazado por uno latino.
En 1171, Amalarico vino a Constantinopla tras la caída de Egipto ante Saladino, y Manuel organizó una gran recepción ceremonial, subrayando la dependencia de Amalarico. Jerusalén se convirtió en un satélite bizantino, y Manuel pudo actuar como protector de los Lugares Santos. En 1177, una flota bizantina de ciento cincuenta navíos acordada entre Manuel y Amalarico, se presentó en Acre para coordinar la conquista de Egipto con la cruzada de Felipe de Alsacia, pero este renunció a financiar y participar en ella, y el proyecto se abandonó.
En 1175, Manuel comunicó al Papa Alejandro III que había restaurado la ciudad de Dorilea en la meseta anatolia, y que el camino hacia el Santo Sepulcro era seguro para los griegos y los latinos. Para luchar contra los infieles y reforzar su alianza con los estados cruzados, pidió ayuda al Papa, que proclamó una cruzada. Estas esperanzas se diluyeron con la derrota ante los selyúcidas en 1176, en Miriocéfalo.

### Bizancio y los turcos selyúcidas (1162-1180)
El selyúcida Kilij Arslan II sucedió a su padre Mesud I en 1156 como cabeza del sultanato de Rum, en Anatolia, con capital en Iconio. Manuel había tenido buenas relaciones con Mesud, y logró un primer acuerdo con Arslan en 1158, aunque este se enfrentó a él en 1159. En 1162, Arslan vino a Constantinopla pidiendo el apoyo de Manuel contra sus enemigos turcos, y fue tratado con gran magnificencia. Se convirtió en cliente del emperador, prometiéndole tropas, recibió un gran tesoro, y se comprometió a traspasarle la ciudad de Sivas. Sin embargo, en los años siguientes, Arslan no cumplió ciertas promesas, no devolvió la ciudad de Sivas, y se fue extendiendo por Asia Menor, frenado solamente por el emir de Alepo, Nur al-Din. Para muchos historiadores, Manuel cometió un error estratégico al no limitar en ese momento el poder de Kilij Arslan. Al morir Nur al-Din en 1174, Arslan expulsó a los turcos danisméndidas de los emiratos de Anatolia y ocupó varias ciudades y fortalezas de la Capadocia, pero rehusó ceder esos territorios a Bizancio.
Manuel vio como Arslan se asentaba como una monarquía fuerte en Asia Menor. La alianza con este le había permitido mantener abierta la ruta a Tierra Santa a través de Constantinopla y Asia Menor, lo que le permitió consolidar y extender su red de amigos occidentales, pero esta alianza ya no era útil. En Siria y Palestina, la muerte de Nur al-Din permitió la extensión del poder de Saladino, su lugarteniente en Egipto, que tomó Damasco y extendió su influencia al resto de Siria, amenazando al reino de Jerusalén, en manos ahora de Balduino IV, un joven leproso de trece años, y con Raimundo III de Trípoli como regente, partidario de Federico Barbarroja. Manuel decidió organizar una cruzada. En Asia Menor reclamó infructuosamente las ciudades de Amasya y de Neocesarea, y comenzó la reconstrucción de las ciudades de Dorilea y Soublaion en la meseta, en las principales rutas a través de la península. Manuel apeló al papa para obtener ayuda cruzada occidental, que pasó el mensaje al rey de Francia y sus nobles. A finales de 1175 avanzó hacia las tierras altas de Frigia y las fuentes del río Menderes. Fortificó el sitio de Coma, para asegurar la llegada a Iconio desde el oeste. Intentó conquistar la ciudad al norte de Amasya, pero no lo logró, y envió otra fuerza para saquear Neocesarea, unos 100 km al este, como elemento de distracción mientras él atacaba Iconio.

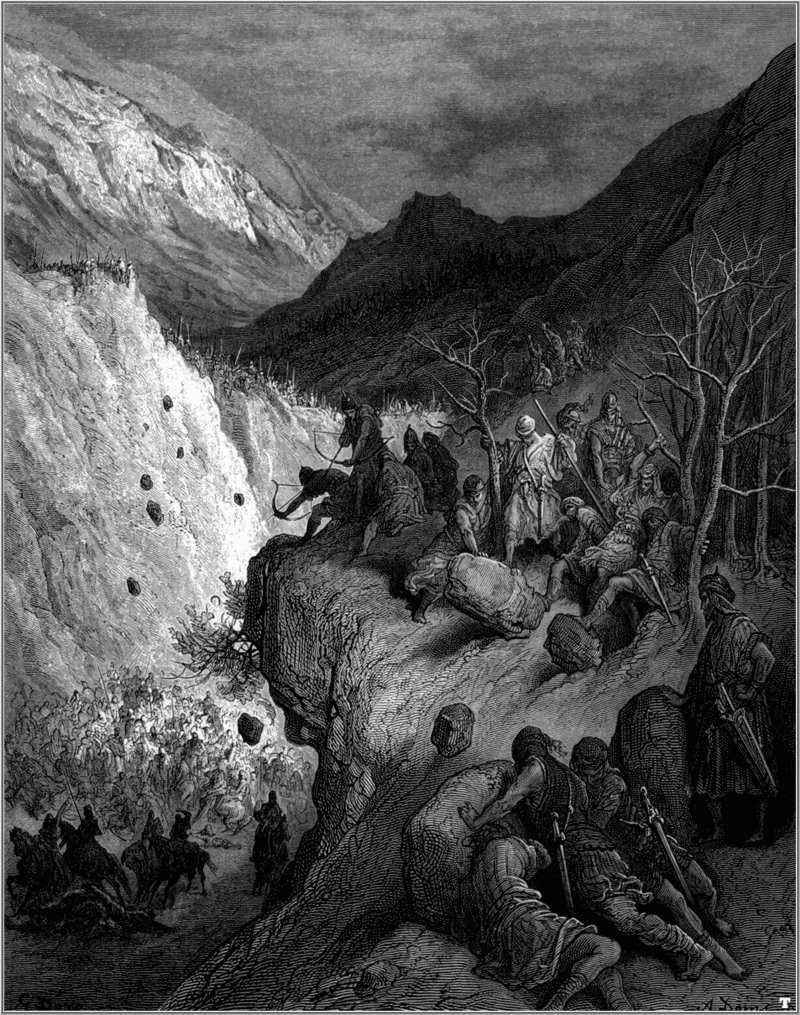
Cruzados sorprendidos por los turcos en la batalla de Miriocéfalo

En el verano de 1176, lideró una gran expedición de treinta y cinco mil hombres contra Iconio, que incluía tropas serbias, húngaras y de Ultramar, con una longitud de más de dieciséis kilómetros, según le escribió Manuel a Enrique II de Inglaterra. Buscaba conquistar Iconio, y no solo un tratado con el sultán. Avanzó a través del valle del río Menderes, una corta ruta, aunque difícil, a través del territorio turco y llegó hasta su base en Soublaion. Arslan le ofreció conversaciones de paz, pero Manuel las rechazó. Este salió de Soublaion atravesando el desierto en buen orden, pero muy lento por el vasto tren de equipaje. El sultán le esperó en el estrecho paso de Tzivritze, cerca de la fortaleza de Miriocéfalo, a un día de marcha de Iconio. La columna bizantina, de varios kilómetros de largo, tenía una vanguardia y una retaguardia, con el tren de equipajes en el medio, y con dos cuerpos de tropas a derecha e izquierda. El 17 de septiembre, la vanguardia protegida por la infantería recorrió el paso y ordenó un alto al final de él. En ese momento, los turcos atacaron el ala derecha de las tropas de escolta comandada por Balduino de Antioquía, que murió en el combate, y los bizantinos tuvieron fuertes pérdidas. Los turcos bloquearon el centro del paso y crearon una gran confusión. Con la ayuda del jefe de la retaguardia, Manuel pudo reunirse con la vanguardia. El ejército estaba casi intacto, salvo el ala derecha. Tan pronto como Arslan le ofreció la paz, Manuel la aceptó. Era irreal pensar en conquistar Iconio al haber perdido su tren de asedio, pero también había perdido los nervios durante y después de la batalla, según nos contó Guillermo de Tiro.
Los términos ofrecidos por Kilij Arslan fueron generosos. Podía retirarse con su ejército en paz, pero debía destruir las fortalezas que había levantado en Soublaion y en Dorilea. Destruyó la de Soublaion al retirarse, pero se lo pensó mejor con la de Dorilea al estar ya en territorio bizantino. El sultán se lo volvió a exigir, pero Manuel lo rechazó. El sultán envió un ejército para invadir el valle de Menderes, pero fue derrotado por los bizantinos.

### Los últimos años (1176-1180)
Para los últimos años, debemos basarnos principalmente en Nicetas Coniata, crítico con Manuel, ya que la crónica de Juan Cinnamo se termina antes de la batalla de Miriocéfalo.
El prestigio del Imperio bizantino se vio grandemente dañado por esa derrota. Parecía que la política exterior de Manuel era irreal y se le veía aislado del Oeste. El tratado del papa con Federico I en 1177 no le mencionó como un posible aliado de ambas partes. Federico pasó a controlar la Romaña y la marca de Ancona, y entabló relaciones con Kilij Arslan, pese a las protestas de Manuel.
La documentación existente nos indica que entre 1177 y 1179, los dos emperadores practicaron una doble diplomacia, por un lado buscando aliados contra el otro, y por otro discutiendo el problema de la unidad de la cristiandad, tal como Federico le había prometido a Alejandro. Las relaciones de Manuel con Alejandro se habían deteriorado, ya que el papa no quería un renacimiento eclesiástico griego en Antioquía. En 1178, Manuel y el patriarca de Constantinopla negociaron con la Iglesia armenia, que en el sínodo de Hromgla (1179), aceptaron la ortodoxia de los griegos. En el discurso inaugural del tercer Concilio de Letrán en 1179, se reclamó inequívocamente la supremacía papal sobre la iglesia de Constantinopla. En 1180, Manuel hizo un intento de modificar el catecismo para los apóstatas musulmanes, para que no tuviesen que abjurar de Alá, al mismo tiempo que de Mahoma. Manuel creía estar alineado en este tema con la política papal, por lo que cuando el sínodo bizantino se opuso, les amenazó con un amplio Concilio, y con discutir el tema con el papa.
De 1176 a 1178, durante la cruzada de Felipe de Flandes, Manuel intercambió varias embajadas con Enrique II de Inglaterra. En 1178, Manuel envió una embajada a Luis VII, con Felipe como intermediario, para concertar el compromiso de su hijo de diez años, Alejo, con la hija de ocho años de Luis, Inés de Francia, que vino a Constantinopla en 1179. Los esponsales tuvieron lugar en marzo de 1180, poco después de los de su hija mayor, María, con Raniero de Montferrato, que fue investido como “César” y recibió un feudo en Tesalónica. En ambas ocasiones, todo estuvo acompañado por espléndidas ceremonias. Estos matrimonios terminaron con el aislamiento diplomático de Manuel. Unirse a la casa real de los Capetos fue un gran éxito, ya que estos gozaban de la máxima confianza del papa y de los señores de Ultramar, y terminó con las sospechas que existían desde la segunda cruzada sobre los bizantinos. El pedigrí de los Montferrato no era grandioso, pero estaba ligado a los Hohenstaufen y a los Capetos. Para salvaguardar sus fronteras, acordó con sus aliados, Bela de Hungría, Kilij Arslan y otros príncipes cruzados, que apoyasen la sucesión de su hijo. Respecto a su primo y enemigo Andrónico Comneno, que estaba exiliado más allá del noreste del Imperio, Manuel le pidió venir a Constantinopla, donde se reconciliaron en una emotiva ceremonia, y Andrónico se comprometió a proteger al joven emperador.

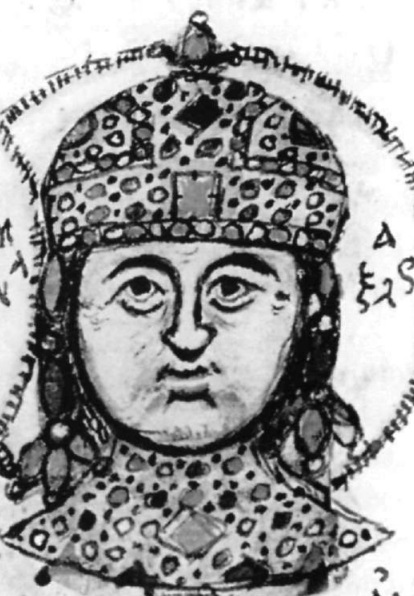
Alejo II Comneno (de un Código del)

En 1179, Federico I le escribió a Manuel tratándole solamente como rey de los griegos, pidiéndole reconocer la autoridad de Barbarroja, y someterse al papa. En ese mismo año, Manuel logró un acuerdo con los venecianos, liberó a muchos prisioneros y acordó las compensaciones por sus propiedades perdidas. La última campaña de Manuel se produjo en el invierno de 1179-80 para liberar la fortaleza de Claudiópolis, actual Bolu. En Cilicia, la ciudad de Tarso volvió a manos imperiales en 1180. Los principados rusos y el reino de Georgia se mantuvieron en la comunidad bizantina, mientras Hungría y Serbia no planteaban problemas mayores. La política exterior bizantina había hecho un gran camino desde la segunda Cruzada, por lo que la humillación de 1176 fue un revés menor.
La guerra sin fin desde hacía años, y la derrota de Miriocéfalo, afectaron a la salud de Manuel. El emperador cayó gravemente enfermo en agosto de 1180, y murió el 24 de septiembre de 1180 tras una lenta agonía enfebrecida. La derrota de Miriocéfalo supuso el final de las tentativas bizantinas de recuperar la meseta de Anatolia. Es más, como después de la batalla de Manzikert (1071), el equilibrio entre las dos potencias empezó a decantarse hacia los turcos, que después de la muerte de Manuel avanzarán hacia occidente, ocupando territorio bizantino.
Alejo II Comneno heredó el trono a la muerte de su padre en 1180, pero al ser demasiado joven (12 años), su madre, María de Antioquía, asumió la regencia, delegando los asuntos de Estado en el protosebasto Alejo Comneno, sobrino de Manuel, provocando un gran resentimiento familiar y de la población. La política pro-occidental de María y el tratamiento preferencial a los mercaderes italianos, le hizo adquirir rápidamente enemigos en la corte y en la mayoría del pueblo. En 1182, Andrónico I Comneno, primo hermano y rival de Manuel, lideró una revuelta en la que se produjo una masacre de latinos en Constantinopla. Andrónico forzó a Alejo a condenar a muerte a su madre, y entonces, en secreto, el muchacho fue estrangulado, y su cuerpo arrojado al mar. Andrónico gobernó durante dos años solamente, hasta que fue depuesto por un levantamiento popular, con lo que terminó la dinastía de los Comnenos.

## El Imperio bizantino en la era de los Comneno
La época de los Comnenos supone una edad de oro de la historiografía bizantina, debido a las obras de Ana Comneno (la Alexiada), de Juan Cinnamo, el secretario de Manuel (historia del período 1118-1176), y de Nicetas Coniata, secretario de los emperadores Ángelos (historia del período 1118-1207). La obra de Cinnamo es sencilla, concisa y favorable a Manuel, mientras que la de Coniata es de mayor penetración y crítica con Manuel. La aversión de ambos a los latinos nos da una imagen del nacionalismo bizantino en formación. Existen además múltiples fuentes occidentales y eslavas sobre el reinado de Manuel I Comneno, así como cartas y documentos de autores bizantinos de la época, y decretos imperiales.
En el siglo XI, el Imperio bizantino atravesó una gran crisis, con derrotas ante los turcos selyúcidas que se apoderaron de parte de Anatolia, y ante los normandos que conquistaron la Italia del sur y podían atacar los Balcanes. Durante el siglo XII, la competición por el poder se limitó a la familia Comneno-Ducas, manteniendo un sentimiento dinástico. Los dos primeros emperadores Comneno, Alejo I y Juan II, reorganizaron el ejército adoptando tácticas occidentales (ballesta y caballería pesada), y con la ayuda de los cruzados, pudieron recuperar la costa rica y poblada de Anatolia, y dejar el interior pobre a los turcos. La ciudad de Antioquía, conquistada por los cruzados, fue reclamada por Bizancio, ya que era uno de los cinco patriarcados de la Iglesia ortodoxa, pero sin éxito. Tenían además dos conflictos ideológicos, uno con el Imperio germano sobre el título Imperial Romano, y otro con el papado sobre la Iglesia cristiana predominante.
Desde la primera cruzada, Bizancio se vio más involucrado en la Europa occidental. Controlar los Estados Cruzados se convirtió en un objetivo de la política exterior del Imperio, pero integrando la presencia latina en el Este. Los Comneno pensaron que se podía aislar y absorber a estos Estados Cruzados, y su política hacia ellos supuso “puertas abiertas” para los occidentales, que aceptaban los favores imperiales y servían a los intereses imperiales. Sin embargo aprendieron que los países del Oeste no ignorarían las amenazas sobre las tierras de Ultramar, como lo mostró la caída de Edesa en 1144.

### Constantinopla y las provincias
El siglo XII fue próspero en el Imperio, con un gran desarrollo de su agricultura, ciudades, comercio y manufacturas en las tierras griegas, mientras que el Asia Menor lo hizo en el siglo XIII. En la costa jónica y el Egeo, se sufrió en el siglo XII de piratería e invasiones por los musulmanes y los italianos, lo que explica los tratados imperiales con Venecia, Génova, Pisa y los Estados Cruzados para reducir las hostilidades en el mar.

El Imperio bizantino y el mundo mediterráneo hacia 1173

#### Constantinopla
Era la capital del Imperio bizantino que legitimaba al emperador, la Nueva Roma, comparable a Bagdad en tamaño y esplendor, de cerca de medio millón de habitantes, destacando sus palacios y la belleza de sus iglesias. Aquí vivía el emperador, se consagraba a los obispos y era el centro de recaudación de impuestos. Constantinopla era la Polis, reina de las ciudades, inviolada bajo la protección de la Virgen Madre de Dios.
Era una ciudad cosmopolita con numerosas construcciones de su pasado romano: acueducto de Valente, mausoleos imperiales de Constantino y Justiniano, fortificaciones de Teodosio II, monumentos de emperadores, el palacio de Blanquerna y el Gran Palacio. Además destacaban las iglesias de los Santos Apóstoles, y la de Santa Sofía. Pero detrás de estos monumentos, había una típica ciudad medieval con sus sombríos callejones, calles convertidas en lodazales de barro, y chozas frágiles para los pobres, alrededor de pequeñas capillas vecinales. Los comerciantes operaban en locales alquilados a las iglesias o monasterios. Los gremios tuvieron poca importancia en esta época. Había mucho control económico por parte del prefecto, salvo para los italianos que contribuían al crecimiento continuo del comercio en el imperio, lo que creó fricciones con las autoridades bizantinas.
Manuel dejó su marca como restaurador de palacios. El Gran Palacio, próximo a Santa Sofía y al mar de Mármara, se convirtió en el palacio imperial por excelencia, y el de Blanquerna en el palacio de los Comneno. En el resto de la ciudad, Manuel se concentró en trabajos públicos, mejoró el suministro de agua y restauró la columna de Constantino así como iglesias o monasterios en el interior de la ciudad.

#### Asia Menor
Hasta la derrota de Manzikert en 1071, Constantinopla había sido el centro geográfico de un imperio basado en Asia Menor, y tras la conquista turca, basculó hacia los Balcanes. Los Comneno restauraron una administración imperial poco a poco: Alejo I llevó a los turcos lejos del mar y construyó fortalezas en la costa, Juan II construyó fortalezas para guardar la aproximación a los valles y tierras costeras, y Manuel I completó la línea defensiva y construyó ciudades fortificadas en la misma meseta.
Manuel reorganizó todo el Asia Menor occidental, creando nuevas provincias o themas (Milasa y Melanudio, y Neokastra), fortaleciéndolas y estableciendo nuevas guarniciones para protegerlas (Dorilea y Soublaion). Fundó varias pequeñas fortalezas en los distritos fronterizos para controlar los pasos desde la meseta anatolia hacia las llanuras de la costa. La guarnición fue reclutada de campesinos sin tierra, a los que ofreció tierras cerca de las fortalezas. Mejoró las defensas de la ciudad estratégica de Antalya y de otras plazas costeras. Las llanuras costeras y los valles de los ríos florecieron, con una interdependencia comercial entre la costa y el interior de Anatolia, en la que la feria de San Miguel el Arcángel en Chonai, jugaba un rol importante en el intercambio de productos entre la costa y el interior. Al final de su reinado, Manuel controlaba las ricas tierras bajas agrícolas de la península, dejando a los turcos las zonas montañosas y la meseta menos hospitalaria. Al no dominar el centro de Anatolia, la tendencia de las regiones costeras a independizarse (p.e. Cilicia y Antioquía) se aceleró.

#### Los Balcanes
El Imperio dependía de la riqueza agrícola de Grecia, Macedonia y Tracia. En las tierras altas, los valacos y los eslavos eran agricultores, pastores y ortodoxos, y no existía hostilidad religiosa. Las revueltas contra los bizantinos fueron regionales y aristocráticas, antes de devenir en nacionales y populares. Los Comneno, y sobre todo Manuel, restauraron la frontera externa de los Balcanes establecida por Basilio II. Mantuvo a Serbia bajo control feudal, impuso el estatus de cliente a Hungría, y restauró Dalmacia al imperio.
En las ciudades y puertos griegos, el comercio floreció a partir del siglo XII. El crecimiento de las ciudades estimuló la agricultura y la producción manufacturera. Los Comneno cedieron campesinos a los propietarios de las grandes fincas, y el campesinado libre casi llegó a desaparecer. La prosperidad del campo no necesitaba de mejoras técnicas, y el arado romano se adaptaba bien a los terrenos mediterráneos. La famosa feria comercial de San Demetrio, el 26 de octubre en Tesalónica, la segunda ciudad del imperio, recibía y distribuía productos de los países occidentales y de los Balcanes. Respecto a la industria manufactura, Corinto producía textiles, Atenas tintes y jabones, y Tebas era el mayor productor de sedas del Imperio. Esto produjo especialización y división del trabajo entre las ciudades, y atrajo a los comerciantes italianos y a los judíos.

### El sistema de los Comnenos
El Imperio Comneno estuvo fuertemente centralizado y tuvo todas las funciones de un estado preindustrial: ejército y armada permanente, burocracia e impuestos desarrollados. La estructura del régimen era familiar siguiendo un estatus jerárquico supremo y los lazos familiares con el emperador Comneno. La nobleza no era una “nobleza de espada”, sino una aristocracia centralizada de carácter militar y patrimonial, dependiente del favor monárquico. Las familias que no pertenecían a la élite Comneno perdieron estatus social y se convirtieron en una aristocracia de “segunda clase”. Ese carácter patrimonial fue una fortaleza para asegurar el imperio como su dominio, pero una debilidad ante el reparto entre herederos. Las reclamaciones al trono podían venir de dentro de la familia Comneno, más que de otras familias rivales (Ducas, Gabras,…), e hizo que los parientes se viesen como rivales y buscasen apoyos externos en la familia de sus esposas o de sus allegados.
Los límites territoriales del Imperio fueron consecuencia del equilibrio entre un emperador militar móvil y un poder imperial centralizado. La capital dependía de las provincias para la importación de materias primas, dinero, alimento, hombres y bienes manufacturados. En las provincias, el centralismo imperial debía acomodarse a las élites locales, donde aparecieron mecenazgos por el sistema aplicado por Manuel de pronoia (concesión de tierras e ingresos estatales a los soldados). La capital necesitaba más a las provincias, que estas a Constantinopla. Manuel cedió en pronoia la ciudad de Tesalónica y su región al marqués de Montferrato, casado con su hija María.
Parece que existía una cierta desafección de la población bizantina en Asia Menor hacia el emperador de Constantinopla, por la pérdida de atracción del Imperio y los abusos fiscales de los funcionarios en las provincias. Cuando no estaban en guerra, los intercambios comerciales entre griegos y turcos se hacían sin problemas. La interpenetración entre ambos mundos era profunda. Hubo griegos bizantinos en la corte del sultán de Iconio, de la misma manera que hubo turcos en la corte de los Comneno. Muchos campesinos cerca de Iconio eran griegos ortodoxos, ya que los turcos no hacían proselitismo religioso, y permitían que los prelados griegos se desplazasen por su territorio. Ante los turcos danisméndidas que practicaban la yihad, los griegos pedían protección al emperador de Constantinopla o al sultán de Iconio, en función de cuál creían que los protegería mejor.
Los gobernadores de provincia, provenientes todos de las élites de la capital, y a menudo con lazos de parentesco con la familia imperial, ocupaban sus puestos durante unos pocos años en Oriente, en Occidente o en las islas, pero vivían en la capital, cerca del emperador, y delegaban la gestión de sus tierras. Si un pariente del emperador vivía en provincia, era que estaba exiliado y por lo tanto sin poder ejercer influencias. Esto implicaba que la competición por el Imperio se jugaba en Constantinopla, o en la guarnición del ejército central. A la muerte de Manuel I, hubo tentativas de usurpación pero sin que hubiese rebeliones provinciales. El control de las provincias por el intermedio de parientes fue frágil, y se desarrolló una cierta indiferencia de las poblaciones provinciales de cara al poder central.

## El gobierno de Manuel I Comneno (1143-1180)
El problema del Imperio bizantino en el siglo XII fue gestionar la tensión entre un tipo de feudalismo de estado burocrático centralizado, frente a otro basado en las provincias. El rol del gobierno central fue omnipresente: acuñó moneda, pagó salarios y pensiones, y recibió impuestos. Las propiedades de la Corona eran inmensas. Los archivos del fisco eran completos y nada escapaba a su vigilancia. La estructura de estado del Imperio bizantino le permitió mantener un ejército permanente, un sistema de impuestos regular y un poder judicial civil especializado.

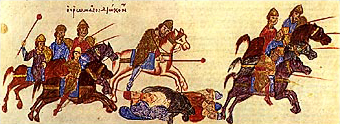
Persecución de los Búlgaros por el ejército Bizantino

El ejército fue reformado profundamente por Manuel, mejorando el armamento (lanzas, escudos, armaduras) y la pericia de su caballería (entrenamiento estilo occidental), y extendiendo el sistema de pronoia a todos los soldados, en vez de pagarles un sueldo. Aunque el desembolso inicial debía hacerlo el propio soldado, este sistema atrajo a campesinos y artesanos, que abandonaron sus antiguos oficios por el estatus social que reportaba, pero disminuyó la moral de las tropas de élite al desaparecer sus privilegios. Hubo un reclutamiento masivo de extranjeros, que vivían como grupos étnicos separados. Según Coniata, esta reforma se hizo a un coste enorme, desarrollando un ejército que luego se reveló incapaz de defender el Imperio, y aportando demasiados beneficios a los extranjeros. Por otro lado, la armada bizantina nunca fue muy impresionante, y dependían de las repúblicas marítimas italianas para la defensa naval.
La administración provincial fue organizada con tres mayores circunscripciones en Europa (Grecia-Peloponeso, Tesalónica y Macedonia-Tracia), mientras que en Asia Menor se mantuvieron las pequeñas antiguas provincias. La administración militar y provincial siempre se vio mediatizada por el emperador. Los gobernadores provinciales podían suponer un peligro de estado cuando el emperador estaba ausente, por lo que este buscaba personas próximas a él para estos puestos, y con una duración corta, un mandato de tres a cuatro años, con control fiscal central y auditoría al final.
Tres aspectos clave del gobierno de Bizancio fueron el ceremonial, el señorío y la indivisibilidad de la autoridad del emperador. El ritual y la administración siempre fueron de la mano en el proceso de gobierno. El ceremonial fue menos aparatoso que con los emperadores macedonios del siglo X, pero se aplicó a los nuevos títulos, victorias militares, diplomacia y familia imperial. El señorío se aplicó a todos los niveles de la sociedad, desde la nobleza a los funcionarios imperiales y los individuos privados. Por último, el emperador bizantino autocrático no estaba sujeto a la ley y usaba su omnicompetencia imperial.
Respecto a las comunicaciones, la línea oficial era formulada inicialmente por oficiales seculares, sobre todo el logoteta del dromo; los mensajes imperiales se enviaban en primera instancia a la Iglesia, que los diseminaba por todo el Imperio a través del clero y los obispos; la propaganda oficial suponía una retórica sofisticada, preparada por los educados para los educados, y no para el pueblo llano.
El gobierno de la nobleza militar fomentó y favoreció la gran propiedad, en especial laica. Los militares fueron la clase dominante dentro del Estado, y el ejército engulló las fuerzas del Imperio. Todos aspiraban a entrar en el ejército, ya que era la única profesión lucrativa. La población civil cayó en la miseria por los tributos a pagar. En las ciudades muchos habitantes vendieron su libertad por entrar al servicio de un gran señor y gozar de su protección. Esta conversión de población en siervos muestra el progreso del proceso de feudalización que debilitó el organismo estatal de Bizancio, y llevaría al desmoronamiento interior del Estado tras la muerte de Manuel.

### El Emperador y la familia imperial
Manuel I Comneno se reveló como un soberano brillante y polifacético, un general nato y valiente guerrero, además de un diplomático ingenioso y un estadista de ideas grandes y audaces. Era un auténtico bizantino, impregnado de la universalidad del Imperio, cultivado en las artes, la teología y las ciencias. Al mismo tiempo, era un caballero al estilo occidental, influenciado por el contacto con los cruzados, que organizaba torneos de caballería en los que participó. Se dice que introdujo la novedad de los pantalones en la sociedad bizantina. Se casó dos veces con princesas occidentales que dieron un nuevo aspecto a la residencia imperial de Bizancio, donde reinaba una atmósfera de alegría y de gozo de vivir. En su corte ya no había la majestuosidad oriental anterior, sino una elegancia sutil y caballeresca de corte occidental. Los extranjeros occidentales invadían la corte y ocupaban altos cargos, para despecho de los griegos.

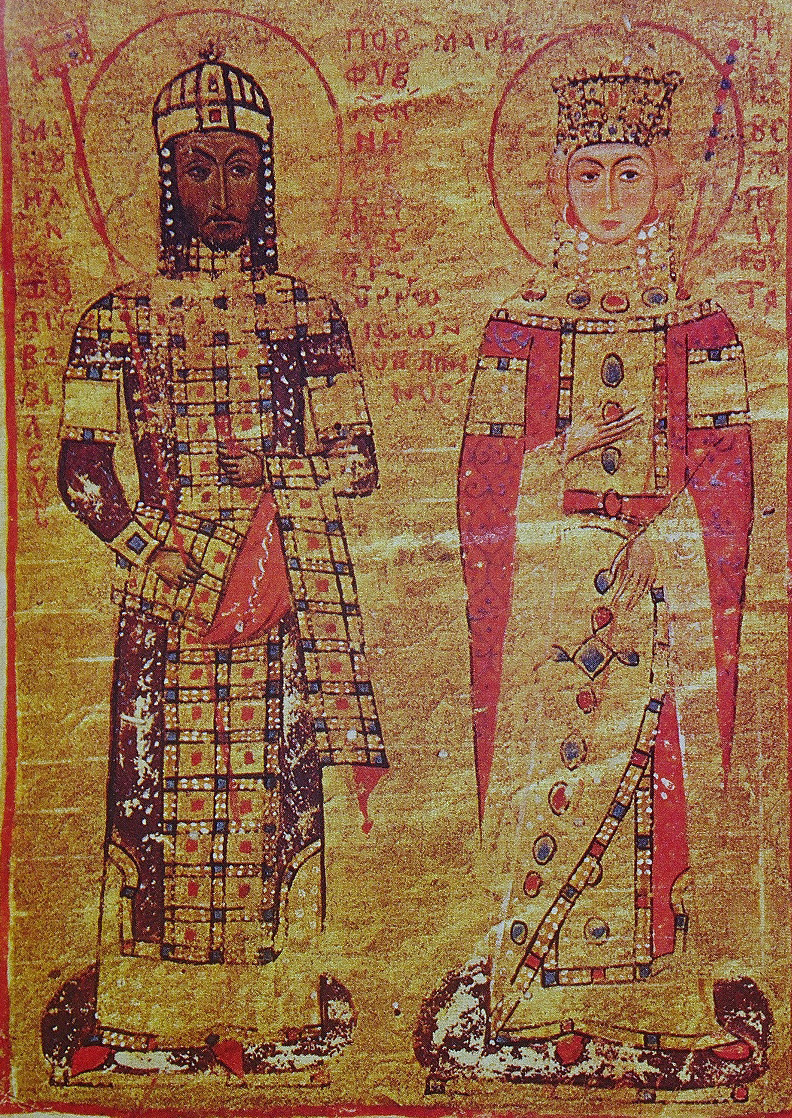
Manuscrito miniatura de Manuel I Comneno con María de Antioquía

El primer matrimonio de Manuel fue concertado por su padre, Juan II, con una princesa germana, Bertha de Sulzbach (1110-1159), cuñada del emperador germano Conrado, como una alianza contra Roger II de Sicilia, y cuando Manuel no estaba previsto que heredará el trono. Bertha llegó a Constantinopla en 1142, pero Manuel mostró dudas sobre la elección “por ser estólida, piadosa y obstinada, y no amar los cosméticos”. En 1144, Manuel envió un diplomático a la corte germana para mejorar los acuerdos previstos por no ser Bertha de sangre imperial. La boda se celebró en 1146. Tuvieron dos hijas, María (1152-1182) que se casó con Rainiero de Montferrato en 1180, y Ana que murió a los cuatro años de edad (1154-1158).
A la muerte de Bertha en 1159, Manuel buscó una nueva esposa entre los Estados Cruzados de Ultramar, y se casó en 1161 con María de Antioquía (1145-1182), hija de Raimundo y Constanza de Antioquía, con la que tuvo un hijo, Alejo II Comneno (1169-1183), que le sucedería como emperador a su muerte en 1180.
Manuel tuvo además varios hijos ilegítimos, un hijo con Teodora Vatatzina, otro hijo con María Taronitissa, y al menos, otras dos hijas con otras amantes.
Manuel usó la política matrimonial para buscar alianzas en su política exterior. Dio prioridad a sus matrimonios con el mundo Latino, y estuvo preparado para exportar princesas imperiales a las cortes latinas cristianas. Internamente, favoreció los casamientos entre las familias Comneno y Ducas, manteniendo un control de estas uniones, para evitar que se formasen facciones contra él. Manuel favoreció en puestos oficiales y militares a aquellos de su sangre, o ligados a ella.
Por otra parte, en general, la política de Manuel fue laxa con sus parientes cuando hubo tentativas de levantamientos, salvo con su primo Andrónico que reclamaba la herencia imperial.

### La Corte
Los más altos rangos de la corte correspondían a la familia imperial. Manuel seleccionaba muchos de sus comandantes militares, navales, y gobernadores provinciales, de sus familiares cercanos. La aristocracia de la corte se componía de los que tenían sangre imperial, los senadores de las oficinas civiles, los distinguidos por su rango y los que beneficiaban del favor imperial. Además de los Comneno, el núcleo aristocrático lo componían los miembros de las viejas familias aliadas de la casa imperial, más otras familias que se unieron posteriormente durante su reinado. Tras la muerte de Manuel, se vio que la casa de los Comneno había perdido cohesión y estaba siendo reemplazada por otras familias aristocráticas.
Tras la aristocracia venían los sirvientes civiles y otros funcionarios. Ciertos puestos que existían para el emperador, eran reproducidos por los grandes personajes de la corte. Por ejemplo, el tío de Manuel, el sebastocrátor Isaac, se rodeó de una mini-corte al estilo imperial. Servir en una casa aristocrática se consideraba como una buena manera de comenzar una carrera, sobre todo para los jóvenes sin fuertes conexiones familiares. Las relaciones de amistad cimentaban las relaciones de la sociedad aristocrática. También tuvieron importancia los círculos literarios, como los de Ana Comneno que escribió la Alexiada, sobre la vida de su padre Alejo I, o el de Irene, viuda del hermano de Manuel, el sebastocrátor Andrónico, que se rodeó de mucho talento literario, sobre todo de tipo filosófico. Los literatos buscaban en general su propio interés más que el de sus patronos, mientras estos podían ganar influencia y prestigio si uno de ellos lograba un buen puesto en la iglesia o en la administración.

### La Iglesia
La Iglesia se estructuraba en una asociación de iglesias, con un gobierno constitucional a través del “sínodo residente” de obispos en Constantinopla. Tenían una estructura administrativa, con sus propias leyes y finanzas, y un gobierno eclesiástico basado en la jerarquía sacerdotal. El patriarca de Constantinopla era el mayor de los obispos, pero existía una equivalencia entre todas las sedes episcopales. La importancia del obispo no residía en su distancia a Constantinopla, sino en la tradición apostólica de la sede, donde debía vivir el resto de su vida, sin poder mudarse a otras ciudades de su diócesis.
Los emperadores eran conscientes de que la Iglesia permitía mantener el equilibrio entre Constantinopla y las provincias. La Iglesia se apoyaba en las iglesias de cada pueblo, monasterios o capillas de casas aristocráticas donde la santa Liturgia se celebraba. En todas las sedes episcopales encontramos oratorios, baños, escuelas, casas para mayores, albergues y hospitales, todos ligados a iglesias y monasterios. El monasticismo aportó un lugar de retiro de la vida urbana.

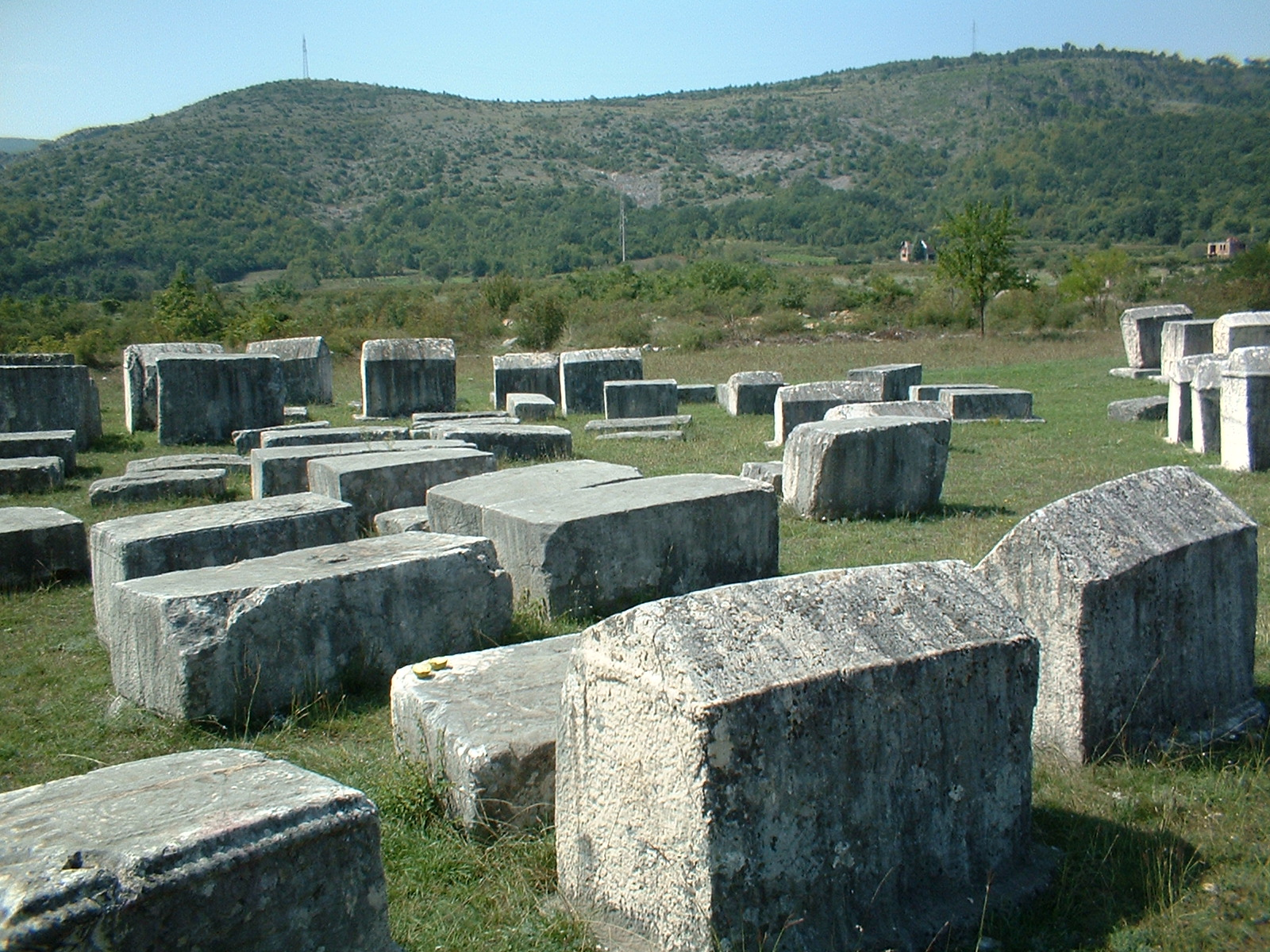
Cementerio bogomilo en Bosnia

A comienzos de 1143 murieron el emperador Juan II y el patriarca de Constantinopla con una diferencia de pocos meses entre ellos. Manuel eligió al abad del monasterio de Oxeia, que le coronó, pero era un hombre muy espiritual que renunció a su cargo en 1146, tras una recrudescencia de la herejía de los bogomilos en 1144. Dos obispos de Capadocia fueron condenados por un tribunal del sínodo, en el que participaron tres jueces imperiales, así como al monje Niphon muy popular en Constantinopla. El sucesor en el patriarcado fue Cosmas Atticus, cercano a Isaac Comneno, que liberó a Niphon, aprovechando que Manuel estaba en campaña contra los selyúcidas. Cuando este volvió, organizó un concilio en el palacio de Blanquerna el 26 de febrero de 1147, donde Cosmas fue depuesto y condenado por 32 obispos y numerosos oficiales laicos, pero este no aceptó la validez de esa asamblea y excomulgó a los que participaban en ella y lanzó una maldición contra el vientre de la emperatriz. A finales de año, Manuel eligió un nuevo patriarca, un anciano de más de 70 años, lo que muestra la dificultad de que alguien aceptase este puesto, a pesar de los edictos favorables a la Iglesia que emitió en 1148, 1153 y 1158. Tuvo seis patriarcas en 14 años, y luego solo dos entre 1157 y 1178.
Manuel fue muy generoso con la iglesia al comienzo de su reinado para que apoyase sus derechos al Imperio, sobre su hermano Isaac. En 1144 aplicó una exención al pago de impuestos a los sacerdotes. En 1153, la iglesia patriarcal de Santa Sofía recibió más privilegios en forma de exención de impuestos, que extendió en 1158 a otros monasterios de la región. La consecuencia fue que el Estado perdió muchos territorios y derechos, que pasaron a la iglesia y los monasterios. El intervencionismo imperial en estos años fue ocasionado por tensiones y divisiones en la Iglesia, porque esta necesitaba que el emperador resolviese sus disputas internas, y el emperador necesitaba a su vez que la Iglesia reconociese su posición y le apoyase en su política exterior.
En noviembre de 1158, Manuel sacó un nuevo decreto que muestra el cambio de orientación respecto a la Iglesia, situando a la Justicia por encima de todo, lo que se confirmó en nuevos decretos en 1166. Su interés personal en la teología se desarrolló lentamente, a partir de los 60. La disputa teológica en el Edicto Conciliar de 1166 sobre la frase de Cristo “El Padre es más grande que Yo”, empezó en palacio y no en la Iglesia, y Manuel defendió su punto de vista (y el de su amigo, el cardenal italiano Hugo Eterianus) ante el sínodo de obispos. Otros sínodos tuvieron lugar en 1168 y en 1170 contra posiciones heréticas de diáconos, abades o metropolitanos. Manuel intervino en la Iglesia, para evitar que se pudieran organizar facciones religiosas que interfirieran en la política contra él. A partir de los años 70, la teología no fue ya solo una distracción para Manuel, sino una parte de sus intereses personales y políticos. Manuel planteó en los años 70 un proyecto de unión con las iglesias latina y armenia, como refuerzo de su política exterior, sin casi oposición interna, con el riesgo de romper la armonía que existía entre la Iglesia y el trono en Bizancio, pero siempre fue capaz de presentarse como defensor de la ortodoxia.
Manuel no fue indiferente al bienestar de la Iglesia, intentó reformar la vida monástica, y su reinado fue positivo para la jerarquía sacerdotal. Manuel quería participar en la Iglesia, pero también controlarla. El emperador amenazaba la inviolabilidad de la propiedad eclesiástica, la calidad de los nombramientos eclesiásticos y la autonomía del derecho canónico. Los emperadores más autoritarios fueron los más reformistas. La Iglesia (el patriarca y el sínodo de Constantinopla) no podía independizarse del emperador. La identificación entre Iglesia y Estado, piedad imperial y autocracia imperial, pudo beneficiar a ambas partes. La iglesia patriarcal emergió bajo Manuel Comneno con un sentimiento de élite dentro de la iglesia bizantina, con una ascendencia intelectual evidente. Antes de los Comneno, los patriarcas venían de los monasterios, pero con Manuel, al menos tres de ellos vinieron de la administración patriarcal.

### La política imperial: justicia, economía y sociedad
La principal contribución de Bizancio a la literatura legal en el siglo XII fue en derecho canónico. La pérdida de una gran parte de Asia Menor en el siglo XI, obligó a reformar el conjunto de la administración y el sistema judicial. En el siglo XII, la justicia bizantina era víctima de abusos, uno de los cuales era la longitud excesiva de los procesos. Manuel revisó y modificó parte de la legislación del siglo X, y lanzó un edicto en marzo de 1166 que reguló el ejercicio de las cortes de justicia para ser más eficientes y acortar los plazos. Se establecieron cuatro cortes de justicia, con un principio de juez competente, y donde el emperador, al estar por encima de la ley, era a la vez el juez supremo y la corte de apelación. Los jueces y sus asesores debían tener tres sesiones semanales. Los asesores y los abogados trabajarían para cualquiera que necesitase sus servicios y no solo para un mismo juzgado. Los procesos de ley serían acelerados. Los juramentos se tomarían en un plazo de 15 días en vez de un mes. Las peticiones que se presentasen ante el emperador, deberían tratarse en un plazo de ocho días. Un acusado que no se presentase en un plazo de treinta días, sería considerado culpable. Los procesos criminales debían durar máximo dos años, y los procesos civiles tres años.

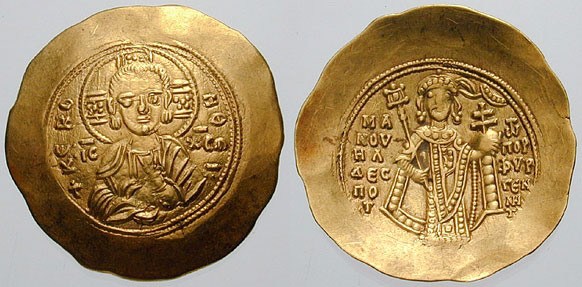
Moneda de Manuel I.

La pérdida de la mayor parte de Asia Menor no frenó la economía del Imperio Bizantino, ya que sus raíces estaban más bien en Europa que en Asia, y se basaban en la agricultura y el pastoreo, en la producción de productos básicos alimenticios (grano, vino, aceite de oliva, carne, leche, pescado) y otras materias extraídas de los animales (pieles, lana), cultivos especializados (seda cruda y lino), y explotación de tierra no cultivada (madera, metales, sal). El consumo, comercio y terminación de estos productos era urbana, pero la riqueza generada se invertía en la tierra y su ordenada explotación. El período climático favorable que había comenzado hacia el año 1000 d. C., y la estabilidad aportada por los Comneno durante el siglo XII, permitieron este período de prosperidad. Otras tendencias de la economía fueron el aumento del comercio, el crecimiento de las ciudades y de las grandes propiedades. Los mercados y ferias anuales atraían a mercaderes nativos y extranjeros, y destacan los tratados de los emperadores Comneno con los ciudadanos de Venecia, Génova y Pisa con derechos de comercio excepcionales y exenciones de impuestos. Durante el reinado de Manuel, el imperio era un exportador neto de productos agrícolas y un importador de productos manufacturados, y era autosuficiente en la fabricación de armas y paños terminados.
Manuel gravó con muchos impuestos a la población para financiar sus campañas, y abusó del sistema de pronoia para ceder terreno a sus soldados, y asegurar ingresos a los extranjeros de su ejército. El reinado de Manuel fue un período en cierta manera de despilfarros, pero este sabía que los éxitos en política exterior tenían efectos positivos en la economía. Aplicó una baja carga impositiva en los Balcanes y en las regiones fronterizas, y una alta carga impositiva en Chipre, Atenas o Asia Menor. Instaló a prisioneros de guerra de los Balcanes en tierras de Asia Menor como campesinos, para promover estas zonas y ampliar la base de su imperio.

## Valoración y legado del reinado de Manuel I Comneno
El Imperio de Manuel Comneno fue una síntesis entre la sociedad civil que había florecido en el siglo XI y el militarismo aristocrático que necesitó para mantener el imperio intacto. Su reinado marca el apogeo de la dinastía de los Comnenos, que rectificó la situación del Imperio, comprometido por las invasiones de los pechenegos, normandos y turcos a finales del siglo XI. Los emperadores Comneno, y sobre todo Manuel, tenían el sentimiento de haber reconstituido el antiguo poder del Imperio, incluso en Asia Menor, donde en diferentes momentos los turcos danisméndidas, el selyúcida Kilij Arslan, los príncipes armenios y el príncipe de Antioquía se declararon sujetos del emperador, reconociendo su soberanía, y proporcionando tributos y soldados al Imperio. En Occidente, Manuel evolucionó su concepto de Pax byzantina para crear una jerarquía feudal internacional, con el imperio en el centro de un círculo de reinos clientes y principados vasallos: Estados Cruzados, reino de Hungría e Italia meridional.
Manuel fue un valiente general y un hábil diplomático y estadista, llamado “el Grande” por los griegos, y que inspiró una intensa lealtad. Fue famoso por su carisma y su atracción por occidente, influenciado por el contacto con los cruzados occidentales, convencido de la idea del imperio universal y apasionado del debate teológico.
La política de Manuel evolucionó en el tiempo. De 1148 a 1160, Manuel utilizó la alianza germana como la base para reforzar su autoridad en los Balcanes, luchar contra Sicilia y recuperar partes del sur y el este de Italia. Luego buscó fragmentar el poder en la península, y presionar a Federico Barbarroja para repartirse Italia entre los dos imperios, pero sin conseguirlo. Se centró entonces en la reconquista militar de Asia Menor en el contexto de una ofensiva cruzada. Manuel deseaba aparecer como protector de los Estados Cruzados de Ultramar, para lo que consiguió con las artes tradicionales de la diplomacia bizantina, la amistad del rey de Jerusalén, preponderante entre los Estados Latinos de Ultramar. Manuel se convirtió en el primer interlocutor de los príncipes francos antes las amenazas de Nur al-Din y de Saladino. En los últimos once años de su reinado, Manuel experimentó tres importantes reveses: el fracaso de la campaña en Egipto, la derrota de Miriocéfalo y el colapso de su política en occidente. A pesar de ello, Manuel mantuvo su poder militar y su reputación de campeón de la cristiandad, formó una alianza matrimonial con los Capetos, y construyó un bloque de alianzas en el noroeste de Italia y el sur de Francia.
Manuel prefirió la diplomacia a la guerra. Consiguió tierras y tratados, más por el uso del tesoro bizantino y las alianzas matrimoniales, que por la fuerza de las armas. Fue una cooperación comprada a corto plazo, en la que los receptores se salían a la mínima oportunidad: el papa Alejandro III no quería ser acusado de simonía, Kilij Arslan decía no merecer los subsidios del emperador, y Amalarico I de Jerusalén y Felipe de Flandes estaban resentidos por depender de la riqueza bizantina. Esta situación confirmó los estereotipos de que los griegos pusilánimes pagaban para que luchasen por ellos, y de que los occidentales bárbaros eran corruptos. Fue durante su reinado que los intelectuales bizantinos comenzaron a llamarse a sí mismos "helenos".

Mapa del Imperio bizantino en 1180, a la muerte de Manuel I Comneno

A la muerte de Manuel, el Imperio era una gran potencia, con una economía próspera y unas fronteras bien defendidas, pero con graves problemas internos. Sus enemigos externos (turcos y normandos) esperaban su oportunidad para atacar. La minoría de edad de su hijo fue usada por su primo Andrónico I Comneno, que en su corto y violento ascenso al poder, destruyó todo lo que Manuel había conseguido o por lo que había luchado. Cuando Andrónico fue expulsado del poder, era demasiado tarde para reparar los daños. Después de 1180, los bizantinos fueron incapaces de oponerse a la expansión del sultanato de Rum, y este se convirtió en el principal adversario del emperador Isaac II Ángelo (1185-1195). Cuando Alejo III Ángelo (1195-1203) derrocó a su hermano Isaac, tuvo que combatir en los Balcanes la rebelión de los serbios y los búlgaros, mientras se enfrentaba a los selyúcidas en Asia Menor. Esta etapa terminará en 1204, con la toma de Constantinopla por los soldados de la cuarta cruzada.
La crónica de Nicetas Coniata se escribió después de la caída de Constantinopla en 1204 ante los cruzados, y desde la seguridad de Nicea. Coniata fue muy crítico con Manuel y sus políticas, quizás en parte, para favorecer a los emperadores Ángelos, para los que trabajaba. Censuró sus intrigas sin sentido en Italia, y según su visión, sus esfuerzos para sabotear la segunda cruzada, así como su conducta privada. Criticó sus gastos excesivos para sus planes de política exterior y el que no guardase dinero para hacer frente a eventualidades, lo que fragilizó el sistema fiscal, que fue parte del legado que dejó a sus sucesores. Muchos historiadores modernos se basaron en esta visión para valorar negativamente el reinado de Manuel, como un intento fracasado de engrandecer el Imperio, que agotó sus recursos y preparó su rápido declive después de 1180, pero este pudo deberse más bien a problemas estructurales del Estado Comneno: la centralidad de la capital, un gobierno dinástico-feudal, y la opresión y relegación de las provincias.
Sin embargo, en Francia, Génova y en los Estados Cruzados, Manuel fue recordado como el más poderoso gobernante en el mundo, que había promovido a los latinos a su servicio, y cuya muerte fue una gran pérdida para la cristiandad. Sus súbditos griegos deploraron sus favoritos latinos, su gasto excesivo y sus impuestos, pero nunca le acusaron de traicionar el interés ortodoxo nacional.